# Le Journal d'un voyage de Londres à Lisbonne
Vous lisez un « article de qualité » labellisé en 2015.
Le Journal d'un voyage de Londres à Lisbonne (The Journal of a Voyage to Lisbon) est le dernier ouvrage écrit par Henry Fielding (1707-1754) alors que, malade et à bout de forces, accompagné de sa seconde épouse Mary Daniel (Mary Fielding), d'une de ses filles Eleanor Harriot, de l'amie de cette dernière Margaret Collier et de deux serviteurs, la femme de chambre Isabella Ash et le valet de pied William, il était en route pendant l'été de 1754 pour Lisbonne à bord du Queen of Portugal. Soumis aux caprices du commandant et aux aléas du temps, le navire, longtemps privé de vent, a  dérivé sur la Tamise, puis longé la côte sud, et c'est seulement dans les toutes dernières pages du livre que se gonflent les voiles et que le véritable voyage commence. Ainsi, à bien des égards, le Journal de Fielding concerne plus les rives et rivages anglais que la traversée du golfe de Biscaye et l'arrivée au Portugal.
Ce court ensemble se présente sous la forme d'une chronique au jour le jour où se mêlent les anecdotes du quotidien et nombre de considérations autant politiques que morales sur la société et l'humanité en général. Le ton en est généralement humoristique, mais pointe dans le récit un discret stoïcisme devant les souffrances endurées. S'y trouvent également discutés de nombreux sujets concernant le droit maritime et surtout la dernière action menée par Fielding en tant que magistrat, profession que par la force des choses il vient de quitter. Quelques portraits croustillants de drôlerie et parfois non dénués de préjugés insulaires parsèment le récit, mais comme dans les romans, le pittoresque est absent des descriptions dont, à de rares exceptions près, le style reste calqué sur le langage poétique obligé de la fin du XVIIe et du début du XVIIIe siècle.
L'ironie traverse l'ouvrage de page en page, dirigée contre certains personnages de rencontre, mais surtout contre le narrateur, plus parodique que franchement satirique, toujours comique. Elle s'appuie sur plusieurs récits de voyage anglais, mais essentiellement sur les épopées d'Homère et de Virgile dont les héros, à des degrés divers, représentent le passager souffrant balloté sur les flots en quête d'une nouvelle patrie.
Le journal de cette traversée a été publié à titre posthume en janvier 1755, soit trois mois après la mort de l'auteur et ironiquement dix mois avant le  tremblement de terre qui a incité Voltaire à se préoccuper de la divine Providence.

## Circonstances

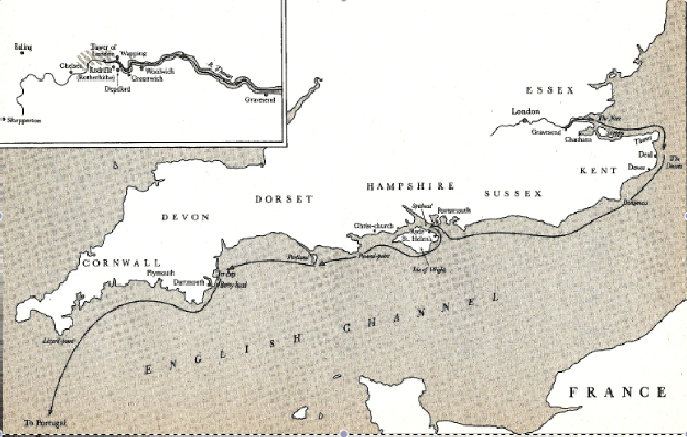
Itinéraire de Henry Fielding lors de son voyage à Lisbonne.

Le Portugal est depuis longtemps une destination favorite des Anglais et nombre d'entre eux ont relaté leurs impressions de voyage : par exemple, Richard Twiss vogue sans encombre pendant cinq jours de Falmouth à Lisbonne en 1772 ; Joseph Baretti fait la traversée en une semaine en 1760 et en 1787, il faut neuf jours à William Beckford pour parvenir à destination. Fielding, lui, mettra six semaines, si bien que son Journal est plus une chronique concernant Ryde, Torbay, Rotherhithe que Lisbonne. Son récit donne l'impression qu'une intelligence supérieure s'acharne contre lui, son épouse, le navire, son commandant, tout en offrant de temps à autre des éclairs d'espoir qui ont vite fait de s'éteindre. Des saillies comiques jaillissent au fil des péripéties, comme lorsque les embruns (« infatigables » [tireless]) s'engouffrent dans la cabine et clouent le commandant et lui-même au sol, tandis qu'ils s'emploient en vain à avaler un bol de soupe. Dans l'ensemble, cependant, le ton reste solennel et sombre sans pour autant verser dans le morbide :
« I could not help reflecting how often the greatest abilities lie wind-bound as it were in life; or if they venture out, and attempt to beat the seas, they struggle in vain against wind and tide, and if they have not sufficient prudence to put back, are most probably cast away on the rocks and quicksands, which are every day ready to devour them. »
« Je ne pus m'empêcher de penser que dans la vie les plus grandes capacités se trouvaient souvent, pour ainsi dire, encalminées ; ou que si elles s'aventuraient au large et tentaient de dominer les mers, c'était en vain qu'elles luttaient contre vents et marées ; pour peu qu'elles manquassent de prudence et n'abattissent point les voiles, elles finissaient brisées sur les rochers et jetées dans les sables mouvants qui s'apprêtaient chaque jour à les engloutir. »

### Décision et embarquement

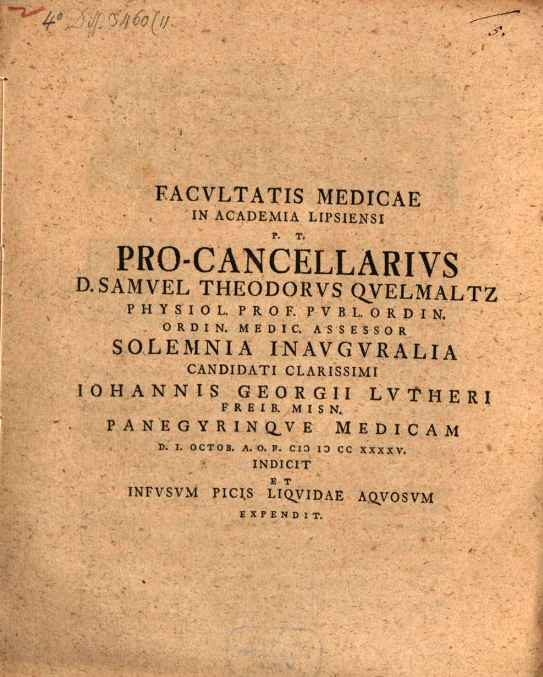
Traité allemand du XVIIIe siècle sur l'eau de goudron.

En 1753, Henry Fielding, magistrat à Bow Street, chargé des affaires criminelles de Westminster et du Middlesex, est rongé par la maladie. Son grand corps asthmatique est perclus de goutte et gonflé d'œdème au point que les chirurgiens doivent le ponctionner plusieurs fois par semaine. Devenu énorme quoique émacié, quasi impotent, il ne se déplace qu'avec grande difficulté soutenu par des béquilles. Il prend de l'eau de goudron, suit un régime lacté, mais rien n'y fait. En désespoir de cause, ses médecins, John Ranby et en particulier un nouveau venu, le docteur Joshua Ward, lui recommandent un climat plus chaud que celui de l'Angleterre et, après quelques hésitations, il se décide à émigrer vers le sud. Son choix se porte d'abord vers Aix-en-Provence, mais la longue traversée de la France lui paraît insurmontable, trop fatigante et très onéreuse. En définitive, c'est l'itinéraire par mer qui paraît le mieux adapté à son état, mais comme il n'existe à cette époque aucune ligne maritime entre l'Angleterre et Marseille, c'est le Portugal qui est finalement retenu comme destination.
Le 26 juin 1754, après avoir fait ses adieux, Fielding quitte son domicile londonien et au bout de deux heures d'un voyage cahotant, arrive au port de Rotherhithe sur la Tamise au sud de la capitale. Presque immédiatement, il se voit hissé avec un treuil à bord du Queen of Portugal (« Reine du Portugal »), recommandé par un voisin de son frère John, un certain Peter Taylor,. Le voilier est sous les ordres d'un vieil officier de soixante-dix ans, dont Fielding ne donne pas le nom, préservant l'anonymat de ce loup de mer ayant connu de nombreuses aventures qu'il lui dévoilera sous forme de confidences pendant la traversée. Il s'agit du commandant Richard Veal qui vient de perdre sa jeune femme et reste inconsolable. Sa sensibilité est d'ailleurs si exacerbée qu'alors qu'un de ses chatons embarqués avec lui est tombé à la mer, malgré les efforts déployés pour le récupérer, équipage mobilisé au complet, navire virant de bord à bord, il pousse des cris déchirants et redouble de tristesse. Le chaton sera finalement sauvé, mais Fielding n'ajoute aucun commentaire, se contentant de juxtaposer cet amour exclusif pour une petite bête et le manque complet d'empathie dont l'officier fait preuve à l'égard de ses marins.
L'équipage, lui, alors qu'il hisse le passager impotent jusque sur le pont, s'en gausse ouvertement et l'abreuve de quolibets, tandis que les spectateurs détournent les yeux : « Dans mon état, écrit Fielding avec une amertume résignée, je dus braver (je crois utiliser le mot approprié) des rangées de marins et de mariniers, dont bien peu m'épargnèrent le compliment de leurs insultes et de leurs plaisanteries sur mon infirmité. Personne me connaissant n'aura pu penser un seul instant que je leur en ai voulu, mais ce me fut une démonstration par l'exemple de la cruauté et de l'inhumanité de la nature humaine qu'il m'est souvent arrivé de constater avec inquiétude et qui met l'esprit mal à l'aise et le porte à entretenir des pensées mélancoliques et dérangeantes »,.
Fielding a déjà commencé à noter ses impressions sur un petit carnet, mais le garde secret.

### Traversée
Le bateau est amarré à quai, peu enclin à appareiller, car pour rentabiliser son voyage, le commandant recherche d'autres passagers et plus de fret. Au bout d'une longue attente, il se décide enfin à descendre lentement le cours de la Tamise où, peu après le départ, se produit une collision avec deux autres navires. Comme les dégâts ne sont pas importants et assez vite réparés, quelques journées y ont suffi, la route se poursuit au gré des vents qui restent désespérément faibles. Le voilier dérive sur le fleuve, aidé par les marées descendantes, puis longe la côte jusqu'à l'Île de Wight et la Cornouaille sans pouvoir virer vers l'océan. Les arrêts sont nombreux, ce qui permet aux passagers de descendre à terre, de se restaurer dans des auberges, parfois d'y passer la nuit. Fielding se plaint de la rudesse de certains tenanciers, en particulier d'une Mrs Francis chez qui il est allé à Ryde et qui a servi des mets aussi spartiates que peu appétissants à des prix exorbitants, mais la plupart du temps, il est obligé de demeurer à bord où il partage sa cabine avec le commandant dont les ronflements l'empêchent de dormir : à côté loge une passagère sujette au mal de mer qui gémit sans répit. Il ne se sent pas bien et supporte mal la houle lorsque le navire met enfin le cap sur le Golfe de Gascogne. Là, le vent tombe et retient une fois de plus les voyageurs ; l'accalmie, somme toute reposante, permet à Fielding quelques réflexions sur la confrontation de l'homme et des éléments : au commandant qui se dit « ensorcelé » (bewitched), il fait remarquer que son « pouvoir absolu à bord ne suscite que l'indifférence du vent »,. Elle donne aussi à l'équipage l'occasion de capturer un requin qui s'ajoute délicieusement à l'ordinaire. Un soir, presque au terme du voyage, Fielding et ses proches se reposent sur le pont quand se couche le soleil flamboyant alors que se lève une lune d'argent. Moment magique, écrit le voyageur en l'un de ses rares commentaires évocateurs, assez pour faire oublier toutes les souffrances jusque-là endurées. Le livre regorge ainsi d'anecdotes mais, écrit Fielding, « quelques-unes des pages les plus amusantes, s'il en est qui méritent cette qualification, furent sans doute le fruit des heures les plus désagréables jamais subies par l'auteur, ».
Le bateau parvient à Lisbonne le 7 août ; Fielding, d'abord ébloui par sa blancheur (at a distance, « de loin »), trouve la ville qu'il traverse en cabriolet « la plus déplaisante du monde » (nastiest in the world), sans la moindre beauté, décrépite et sale, avec des bâtiments qui semblent être entassés pêle-mêle les uns sur les autres, comme s'ils s'appuyaient tous sur les mêmes fondations (they all seem to have but one foundation). Aussitôt, mais cela n'apparaît que dans ses lettres, il ressent la nostalgie de l'Angleterre, écrivant avec émotion à son frère John qu'il rêve d'un bouquet de navets, accompagné de bons fromages Cheshire et Stilton, juste à point. Les prix, explique-t-il à son éditeur, sont trois fois plus élevés qu'en Angleterre. Dans la même lettre, il annonce avoir presque terminé l'histoire de son voyage et que c'est le meilleur de tous ses ouvrages.
Deux mois plus tard, le 8 octobre 1754, il était mort.

## Texte, publication et accueil
Les deux éditions publiées en 1755 diffèrent à bien des égards, et selon Martin C. Battestin, aucune d'entre elles ne présente dans son intégralité l'original. Celui-ci est sans doute laissé, dans un état non définitif, entre les mains d'un amanuensis, peut-être William Aldrit, le serviteur ayant accompagné le couple à Lisbonne et dont l'activité de secrétaire a plus tard été révélée.

### Texte

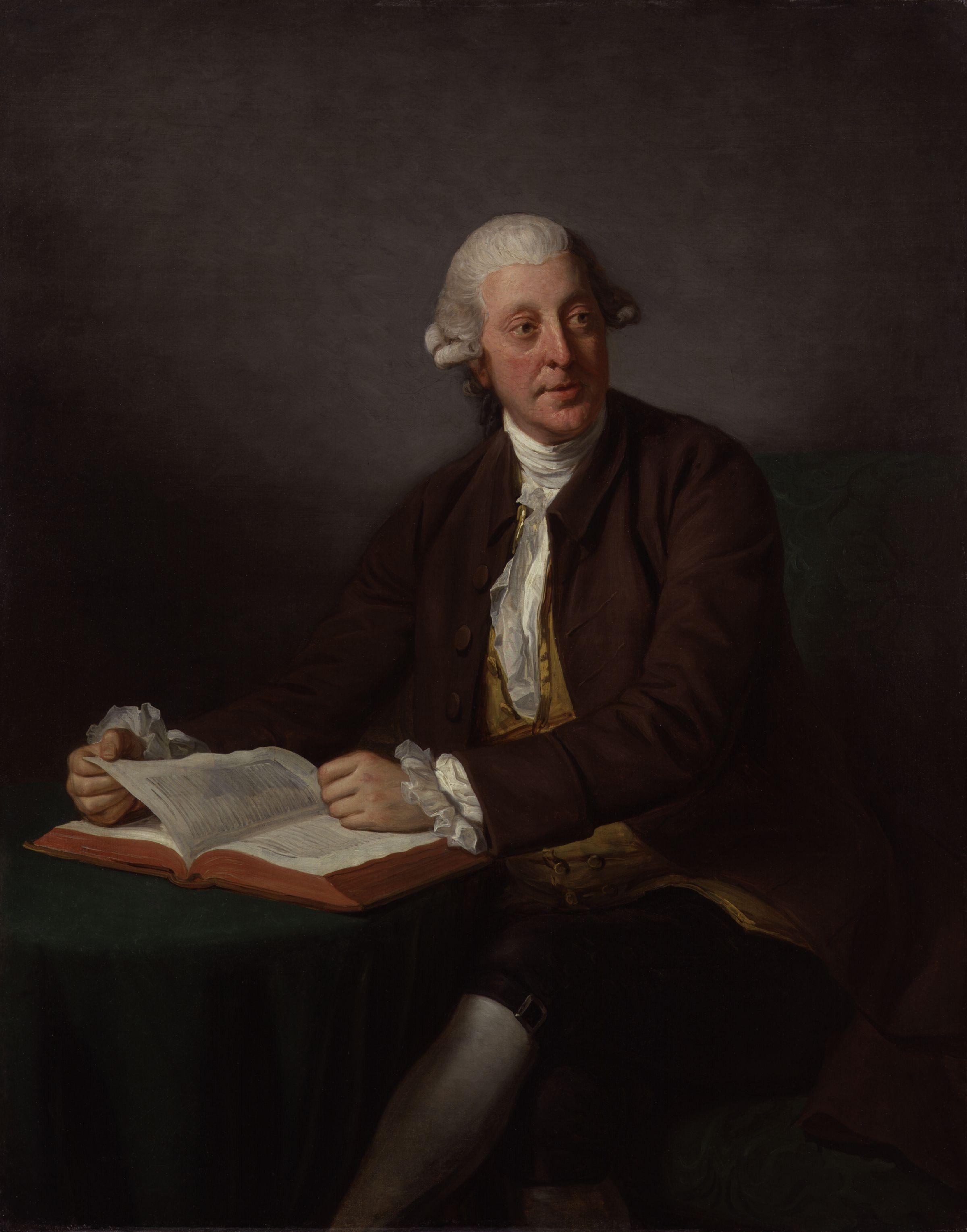
Arthur Murphy, par Nathaniel Dance.

Ainsi, lors de la première impression, dite The Francis Version, réalisée par William Straham, certaines retouches ont dû être faites, peut-être par le frère de l'auteur, John Fielding, suggère Tom Keymer, annotateur de l'édition Penguin. Ce même John se lança ensuite dans une révision plus ambitieuse avec de multiples coupures, et c'est vraisemblablement cette mouture, surnommée The Humphry's Version, qui parut en décembre 1755, alors même que la catastrophe ayant frappé Lisbonne le 1er novembre semblait une aubaine pour l'éditeur Andrew Millar, toute publication relative à la capitale portugaise attisant désormais la curiosité publique et multipliant les ventes.
La première version reste préférable, écrit Tom Keymer, car elle n'altère ni n'affadit le texte, préservant en particulier sa satire et son humour. La différence porte surtout sur le portrait que fait Fielding, sans le nommer, du commandant Richard Veal pour lequel, malgré quelques remontrances, il s'est pris d'amitié pendant les six semaines de la traversée avant de s'en exaspérer à Lisbonne. Par exemple, le paragraphe qui le décrit se voit, dans la seconde version, amputé de tout détail pittoresque concernant son habillement, ses décorations et son allure bravache (swaggered), de sa prétention au statut de gentleman, dont Fielding sape en une ou deux formules le fondement en montrant son comportement. En revanche, sont conservées, quoique réduites à quelques mots, les mentions à sa bravoure, mais sont omises les références à son âge (soixante-dix ans), sa surdité et sa voix tonitruante. Une seule phrase en a remplacé cinq, dénuée en outre de toute aspérité, ce qui est également le cas du Journal tout entier, poli, respectueux, le tranchant et l'ardeur de Fielding ayant été, selon Tom Keymer, comme « recouverts de cendres ».
L'édition Penguin, édition de référence, reprend la version Francis ; les changements y sont restés minimes, même les variantes orthographiques ont été conservées. En revanche, les coquilles ont été rectifiées, quelques lettres capitales ajoutées, des guillemets insérés ; certaines dates erronées à partir de la mi-juillet ont été rétablies conformément à la chronologie : en effet, le 14 juillet est noté comme étant le 19 et la dernière date mentionnée est celle du lundi 22, après quoi seuls les jours de la semaine sont indiqués, et cela jusqu'au terme du voyage, le mercredi 7 août 1754.

### Publication
Le Journal de Fielding a d'abord paru en une version très remarquée, publiée au bénéfice de sa famille, mais bien plus courte que celle retenue par Arthur Murphy (qui sert de référence à cet article), les passages omis concernant surtout ses réflexions sur le commandant du navire. Il existe cependant une autre édition, plus précoce, qui les contient. Ce problème d'édition, est-il écrit dans l'introduction non signée au texte du projet Gutenberg, mérite clarification. Pour toute explication, l'auteur renvoie à l'analyse de « Mr Dobson » qui a lui aussi édité une édition séparée du livre. Arthur Dodson écrit que la première parution, initiée par John, le demi-frère de Fielding avec qui il avait beaucoup travaillé, et confiée à l'éditeur habituel Andrew Millar, contient un autre texte (a companion piece), connu sous le nom de Fragment on Bolingbroke (titre complet : Fragment of a Comment on Lord Bolingbroke's Essays), extrait d'une réponse de Fielding à Lord Bolingbroke. La sortie de l'ensemble est soigneusement préparée par une série d'annonces laissées dans le Public Advertiser, d'abord la mention du jeudi 6 février 1755, puis les habituelles précisions de l'éditeur : « Mardi, le 25 courant, sera publié en un volume duodeceimo, prix 3s., relié, au bénéfice de son épouse et de ses enfants, Journal d'un Voyage à Lisbonne. Par feu Henry Fielding, Esq. À quoi s'ajoute Fragment de sa réponse à Lord Bolingbroke, en vente chez Andrew Millar sur le Strand »,. C'est ainsi que l'ouvrage a régulièrement été annoncé jusqu'à ce mardi 25, où le texte de l'encart a été modifié en « Aujourd'hui paraît […] ».

### Accueil

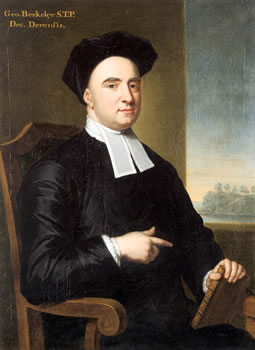
George Berkeley par John Smibert.

Les premiers lecteurs savaient déjà que la plume de Fielding s'était définitivement arrêtée. Pendant les mois précédant la publication, avis d'obsèques et hommages funèbres s'étaient multipliés dans la presse, surtout dans le Public Advertiser et le Whitehall Journal qui avaient préparé le public à « un ouvrage commencé dans la souffrance et terminé pratiquement en même temps que la vie »,. Le Journal de Whitehall, cependant, posait ouvertement la question de savoir si la santé déclinante de l'auteur, en particulier les graves lésions de son foie, parmi de nombreuses autres, n'auraient point altéré son être le plus profond, sous-entendu ses facultés de création.
Nombre de lecteurs contemporains, en effet, se sont sentis comme offusqués qu'un si grand auteur se préoccupât, face à la mort, de petits détails de la vie ordinaire et employât son talent à décrire des personnages de rencontre insignifiants, de simples passagers anonymes à bord d'un rafiot ayant mis le cap sur le Portugal. Sans doute, fait remarquer André Darlington, avaient-ils oublié que ses romans se distinguaient de ceux de ses prédécesseurs ou contemporains précisément parce qu'ils s'éloignaient du moule traditionnel pour se pencher sur des faits et des incidents apparemment sans importance, mais qui tous se rattachaient au schéma général et, par leur accumulation, participaient de sa substance, l'ancrant dans l'histoire, la topographie, la quotidienneté. De plus, le journal de la traversée visait à mettre en lumière des lois jugées obsolètes sur le transport des passagers et formulait des propositions pour les améliorer. Mais il est de fait qu'au cours des mois ayant suivi Amelia, à l'exception des rudes batailles menées avec le The Covent-Garden Journal, Fielding se préoccupait plus de l'eau de goudron, telle que la recommandait par exemple l'Irlandais George Berkeley dans Siris, ou de la poudre du duc de Portland (ou poudre de la Mirandole), alors prisée pour ses vertus contre la goutte, que des grands thèmes précédents, et que le Journal donne une image de l'auteur avant tout aux prises avec une santé défaillante, confinement, stase, impuissance physique, angoisses s'entremêlant intimement avec une vision politico-sociale toujours aiguë et novatrice. À ce sujet, Monika Aliker Rabb a pu dire que l'ouvrage était né de l'antagonisme existant entre « responsabilité publique et responsabilité privée »  (public and private responsability).
D'autre part, le mélange du sérieux et du ridicule, du grave et du comique, déconcertait bien des lecteurs. Thomas Edwards, poète érudit, se disait « stupéfait qu'un homme ayant eu une telle vie gaspillât son temps à badiner ainsi alors qu'il mourait à petit feu »,. Arthur Murphy, quant à lui, déplorait que ce dernier ouvrage « nous plaçât dans l'état d'esprit d'un condamné à mort plaisantant sur l'échafaud »,.
De fait, Fielding est pleinement conscient qu'il vit ses derniers mois ; dans cette veine comique qu'il adopte se loge un dialogue avec la souffrance et la mort. Sterne allait bientôt écrire Tristram Shandy à propos duquel il dira que « chaque mot a été écrit dans la douleur et le malaise de l'esprit », rappelant aussi que Cervantes avait rédigé « sa satire humoristique » en prison et Scarron « la sienne dans l'angoisse et la souffrance »,. Ainsi Fielding se trouve « confiné dans un cercle de quelques mètres »,, et loin de détourner son attention de ses infirmités, pose un regard très lucide sur la progressive décomposition de son corps.

## L'ordonnance du livre
L'ouvrage commence par une dédicace au public non signée, s'étendant sur environ six pages, vraisemblablement de la plume d'Arthur Murphy qui se réfère à l'auteur à la troisième personne.

### La dédicace au public

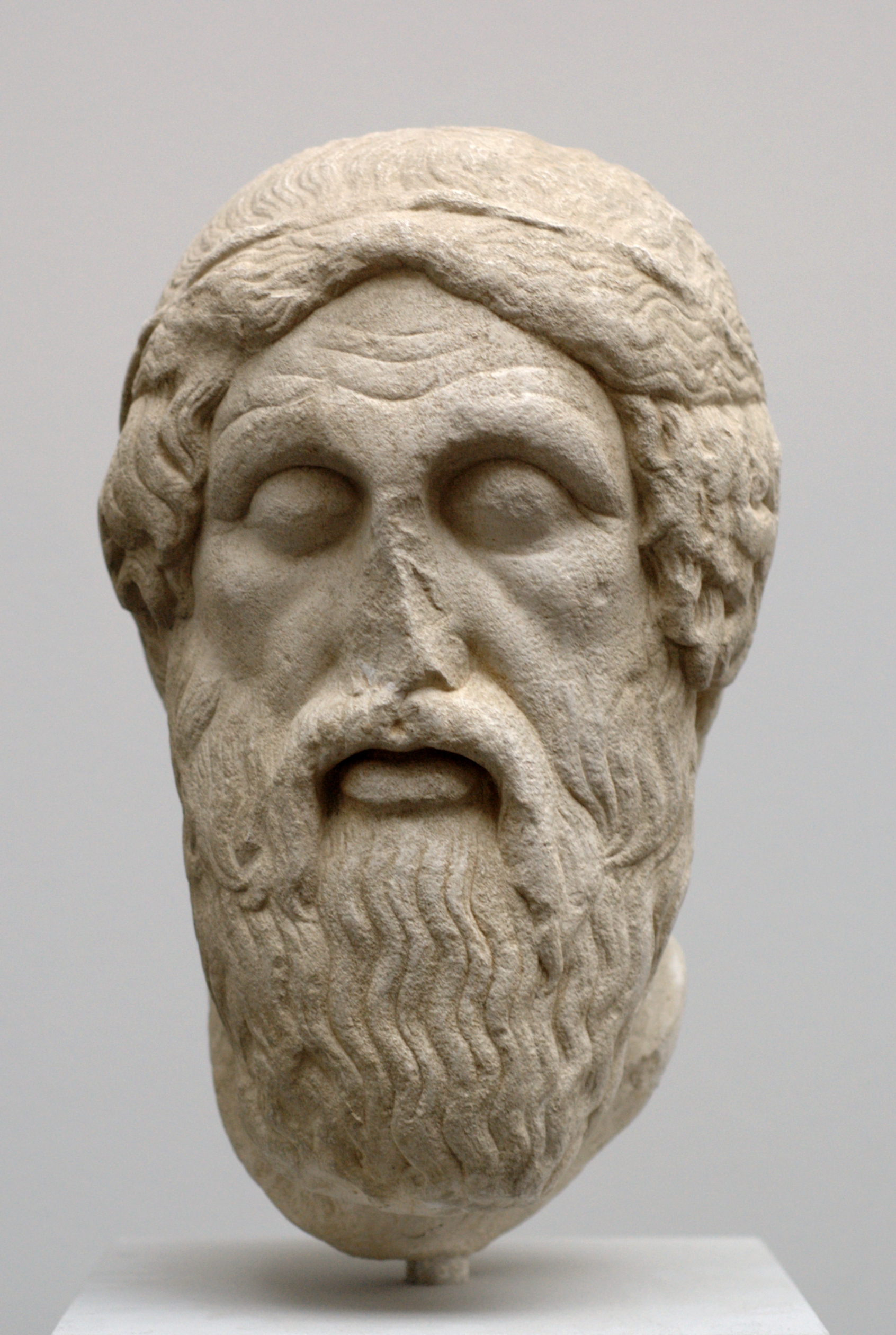
Portrait d'Homère du « type d'Épiménide », d'après la copie romaine d'un original grec du Ve siècle av. J.-C., conservé à la Glyptothèque de Munich (Inv. 273).
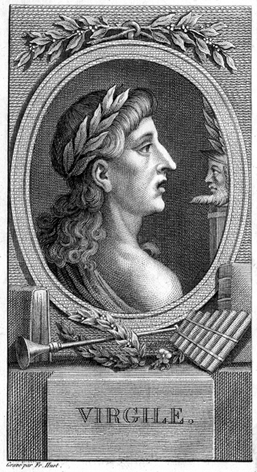
Portrait présumé de Virgile, gravure de F. Huot dans l'édition des Œuvres de Virgile par l'abbé Des Fontaines (Paris, Billois, 1802).
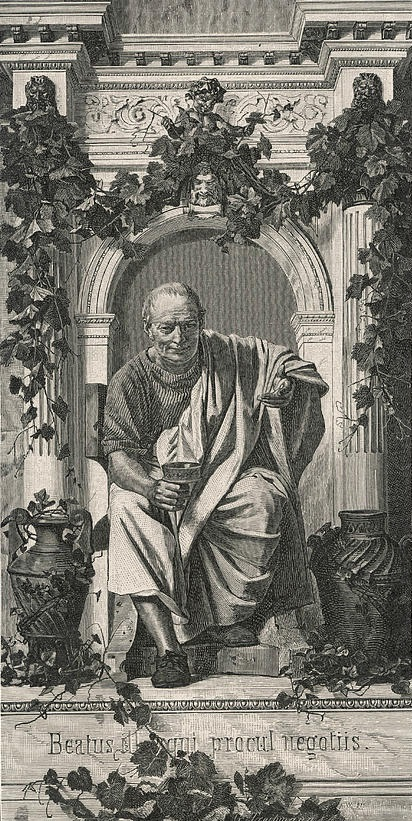
Portrait imaginaire d'Horace par Anton von Werner (1843–1915).
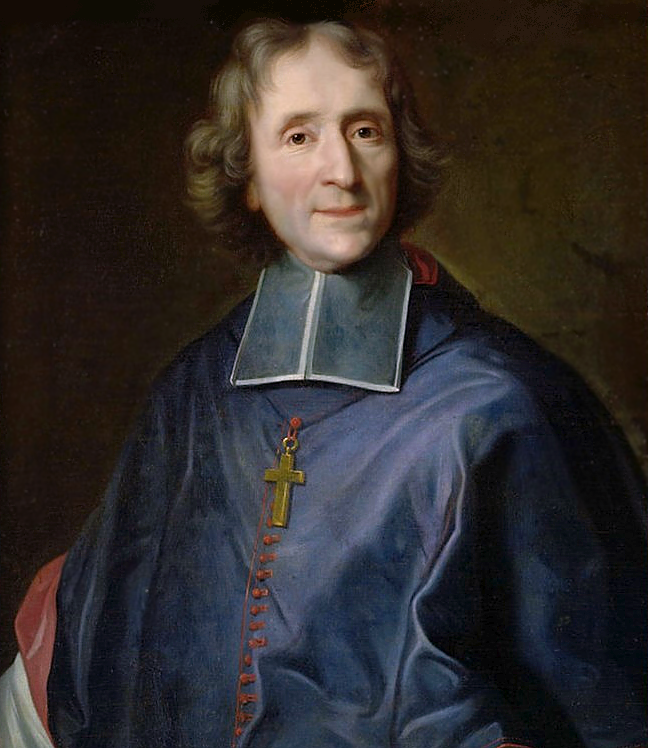
Portrait de Fénelon par Joseph Vivien.

Dès le début, est sollicitée l'indulgence des lecteurs sous le prétexte qu'« une lampe presque éteinte n'émet pas une lumière aussi franche et uniforme que lorsqu'elle brille dans toute sa vigueur »,. L'accent est mis sur le corps à la fois émacié et gonflé de Fielding, sa main atteinte de tremblements, le manque de force vitale dont « ce petit ouvrage » porte la trace. Autre excuse présentée, la justification des nombreuses références aux conversations des voyageurs : au moins permettent-elles de se faire une authentique impression des hommes et des choses, les coutumes différant selon les lieux, bien plus plaisants et instructifs à côtoyer que le défilement des collines, des vallées et des rivières. Puis vient le compliment : l'art de communiquer, loin d'être partagé par tous les voyageurs, mais que l'auteur possède encore au plus haut point, sachant enjoliver son style d'ornements appropriés, non sans ressemblance avec Homère et Fénelon qui, dans l' Odyssée et Télémaque ont montré la voie, quoique avec moins de rigueur qu'Hérodote, Thucydide et Xénophon. À ce compte, les critiques envers le livre ne peuvent qu'émaner de gens « ignorants et ignares, n'ayant jamais voyagé ni dans les livres ni sur un bateau »,. De plus, les banals incidents de la vie quotidienne à quai ou à bord ne sont pas livrés au public pour leur aspect pittoresque ou documentaire, mais parce qu'ils entraînent dans leur sillage des observations et des réflexions destinées à instruire autant qu'à informer. Le fait qu'ils soient narrés le plus souvent « sur un ton badin et rieur » (an air of joke and laughter) ne réclament pas plus la censure que les Satires d'Horace. Se trouverait-il cependant un lecteur récalcitrant, qu'il veuille bien se rappeler que le récit reste utile au public, car il s'agit là non pas d'invention mais de réalité, assortie de considérations politiques, en particulier sur les lois concernant les affaires maritimes, « entreprise certes plus modeste, mais plus accessible que de réformer un peuple tout entier »,.

### La préface
Il est difficile de démêler le sérieux de la plaisanterie, car Fielding truffe son discours de notations ou d'allusions semblant le miner au fur et à mesure qu'il se déroule. Le procédé, analysé plus loin, est complexe et subtil, très érudit, ce qu'explique amplement Tom Keymer dans les notes de l'édition Penguin. Quoi qu'il en soit, plutôt longue, six pages dans l'édition de référence, cette préface n'est pas sans ressemblance avec celle de Joseph Andrews, car elle se veut didactique. Elle porte essentiellement sur la littérature du voyage, ses méthodes et ses résultats. Elle prône une excellente connaissance du sujet, une certaine légèreté de ton et un style soigné. Le voyageur confiant son récit au public se doit d'être talentueux, don que la nature distribue avec parcimonie.
Quelques exemples sont mis en exergue, Gilbert Burnet (1643-1715) et ses écrits sur son voyage en Suisse et en Italie (1687), Addison (1672-1719) pour ses descriptions de provinces italiennes (1705) ; d'autres sont rejetés avec ennui, le docteur Zachary Grey (1686-1766) en particulier, trop détaillé, trop redondant dans son édition du Hudibras de Samuel Butler (1744). Vient ensuite une ample dissertation sur les mérites respectifs d'Homère et de Fénelon, dont les épopées sont au récit de voyage ce que le roman est à l'histoire, à la différence des œuvres des grands historiens grecs. Suit une discussion des mérites respectifs de Pline l'Ancien (ici critiqué pour les aspects fantastiques de certaines parties de son Histoire naturelle), Salluste, de Tite-Live (encore qu'il ait tendance à embellir par sa propre éloquence les faits rapportés), de l'Anglais Lord Anson pour son récit du voyage accompli autour du monde (1748) et dont la préface se réclame d'une totale fidélité à la réalité vécue, enfin d'Horace. Il rappelle aussi son propre Shamela dont les lettres signées Yourself et John Puff imitent de façon burlesque les pompeux préliminaires de Paméla ou la vertu récompensée de Samuel Richardson. De ce même auteur, il moque la préface de Clarissa, roman qu'il admirait pourtant ; mais Richardson ayant critiqué son Amelia et Fielding en ayant eu vent, il se fait ici moins indulgent.
L'ensemble se termine par une profession de foi affirmant que le but premier du livre est de servir de véhicule à une réforme de la législation maritime.

### L'introduction
Quoique partie intégrante du récit, elle s'attache aux deux années précédant le voyage à Lisbonne, la première date mentionnée étant le mois d'août 1753. Les commentaires sont surtout d'ordre médical : les médicaments prescrits pour la goutte, une cure à Bath recommandée par Mr Randy, premier chirurgien du roi.
Restent certaines tâches à accomplir, des plans à élaborer pour mettre un terme aux meurtres et vols commis quotidiennement sur la voie publique : plusieurs pages détaillées rédigées en quatre jours. Avec l'approbation des autorités, en particulier du duc de Newcastle, membre du Privy Council, Fielding reçoit 600 £  et s'emploie aussitôt, malgré son extrême fatigue, à « démolir les gangs en action et agir de sorte que de telles associations ne puissent à l'avenir se reformer, ou pour le moins intimider le public »,. Le succès de son action est tel que Fielding évoque « le mot VANITÉ » qui pourrait venir aux lèvres du lecteur, mais rappelle aussitôt les piètres émoluments qui sont les siens pour un travail de « seize heures sur vingt-quatre dans un univers des plus malsains et nauséabonds et ayant, en l'état, corrompu une robuste constitution à défaut de l'intégrité morale »,. Sa réflexion insiste sur cet aspect financier : il rappelle qu'il a reçu une pension annuelle du gouvernement, insuffisante à ses yeux pour le travail accompli, ce qui l'a conduit à démissionner et confier ses responsabilités à son frère qui lui avait longtemps servi d'assistant. Puis, il clôt ce chapitre de sa vie et proclame qu'il a essayé, en vain semble-t-il, de mettre sa famille à l'abri du besoin. Se sacrifier pour le service public, oui, mais pas avec un patriotisme à la spartiate ou à la romaine, car « je déclare solennellement avoir cet amour de ma famille »,.
Vient alors la déclaration d'intention littéraire : les faits relatés sont purement et simplement tels qu'ils ont été, que le monde en tire les conclusions qu'il lui plaira de faire. Ensuite seulement est-il à nouveau question de sa santé dans les mois précédant son départ. Désormais, c'est le Dr Joshua Ward qui l'a pris en main : une première ponction dans l'abdomen le soulage de quatorze quarts de liquide, soit près de seize litres ; les médicaments diaphorétiques n'ont aucun effet sur lui ; seuls lui apportent un peu de bien-être une nouvelle ponction le libérant de treize quarts de fluide et surtout une dose de laudanum qui le plonge dans « le plus délicieux des états d'esprit, puis dans un sommeil des plus réconfortants »,.
Au mois de mai (1754) Fielding décide de se rendre dans une petite maison qu'il loue à Ealing dans la campagne du Middlesex,, « le meilleur air, crois-je savoir, de tout le royaume, […] plus haut et donnant sur le sud, protégé de la bise par une rangée de collines et des odeurs et de la fumée de Londres par la distance »,. Le soleil n'est pas de la partie, trois jours seulement et « telle les fruits ayant mûri dans l'ombre sans gagner en maturité »,, sa maladie, loin de perdre du terrain, progresse sourdement, si bien que la perspective d'un hiver précoce avant qu'il n'ait pu reprendre des forces commence à le tarauder. Une éclaircie bien temporaire dans ce constat, l'espoir que l'eau de goudron que décrit l'évêque de Berkeley dans Nouvelles réflexions sur l'eau de goudron, publié en 1752, et qu'une mention par Female Quixote de Charlotte Ramsay Lennox rappelle à son souvenir, mettra peut-être fin à ses tourments. Rien n'y fait : l'idée de déménager sous des climats plus doux lui revient à l'esprit, car elle s'y était déjà présentée, et très vite, Aix-en-Provence ayant été écartée, le voyage par fleuve et mer est retenu au départ de Gravesend dans le Kent,,. Le navire lève l'ancre dans les trois jours, précise John Fielding, le frère qui a pris la relève des responsabilités judiciaires et qui organise le voyage. Aussi la hâte prévaut-elle chez les Fielding ; en réalité, comme il est indiqué supra, les délais seront beaucoup plus longs, le commandant remettant son départ au moins deux fois.

### LeJournalproprement dit
Il est daté et commence le mercredi 26 juin 1754, à la porte de la maison des Fielding.

#### L'agencement du texte
Presque chaque journée fait l'objet d'une entrée, seuls quelques dimanches sont exceptés. La dernière  entrée est celle du 7 août 1755, dans la baie de Lisbonne, ville construite à l'instar de Rome sur sept collines. Fielding admire les rangées de maisons peintes à la chaux, mais se hâte de mettre un terme à ce début de description, bannissant tout pittoresque selon un principe maintes fois évoqué dans les chapitres introductifs de ses romans, en particulier Joseph Andrews et Tom Jones. Le journal se termine par deux citations latines, la première empruntées à l'Énéide et la seconde à Horace : « Egressi optata Troes potiuntur arena » (« Les Troyens débarquent et gagnent le rivage si attendu ») et « - hic Finis chartæque viaque » (« ici se terminent, « joyeusement », écrit ironiquement Fielding, l'histoire et le voyage »). En effet, des formalités administratives le retiennent à bord jusqu'à 19 heures et le repas servi dans un café à flanc de colline, s'il est excellent, coûte aussi cher que « sur la route de Bath entre Newbury et Londres »,,.

#### Les anecdotes de la vie quotidienne

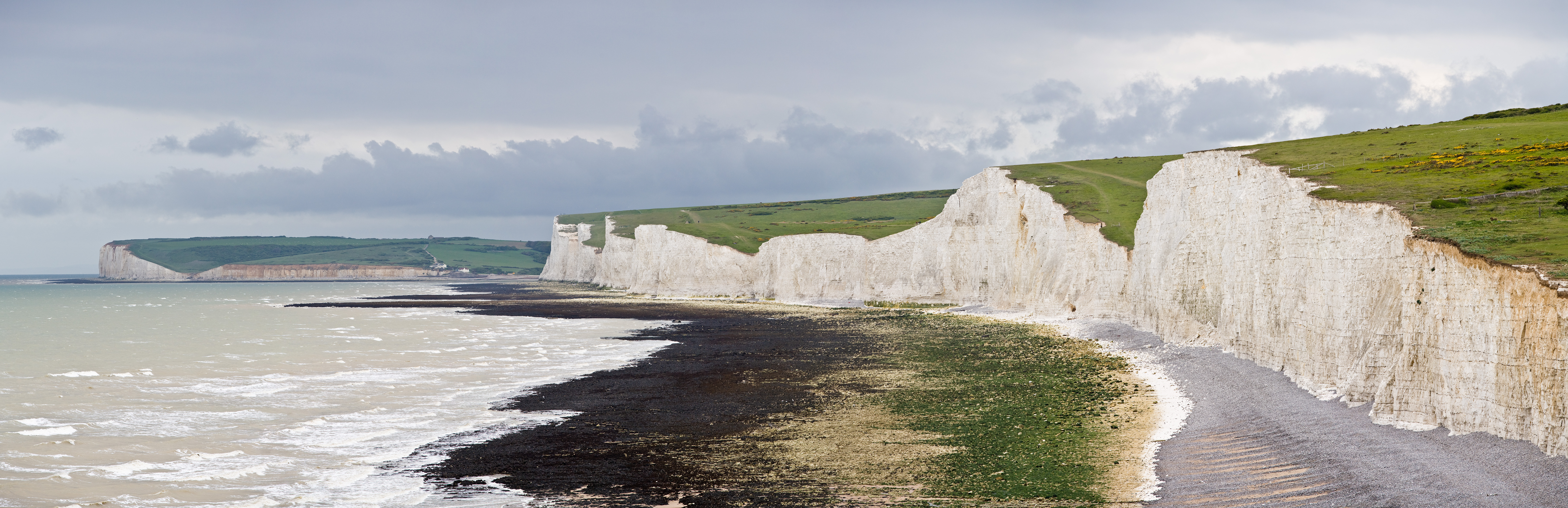
Les Sept Sœurs sur la côte sud-est du Sussex.

Les entrées intermédiaires varient beaucoup en longueur :  celle du vendredi 28 juin, par exemple, d'à peine une demi-page, signale juste la venue à bord — le navire n'a pas encore levé l'ancre — du Dr Hunter qui ponctionne le patient de dix quarts d'eau et une brève conversation avec le commandant au cours de laquelle Fielding fait part de son indifférence quant au moment du départ, qui s'éternise ; à la suite de quoi une grande satisfaction est exprimée de part et d'autre. Au fond, le passager fait confiance à cet officier, d'autant que ce jour-là, sans espoir d'embarquer d'autres passagers ou marchandises, est enfin donné l'ordre d'entamer la descente de la Tamise en direction de Gravesend. En revanche, l'entrée suivante, datée du dimanche 30 juin, couvre huit pages et regorge d'anecdotes et de réflexions : rage de dents de Mrs Fielding, chirurgienne experte de Wapping appelée ; le bateau dérivant au gré du flux de la marée, la dame refuse de le suivre depuis la rive, tandis que le valet dépêché à terre a toutes les peines du monde à regagner le bord, car la brise gonfle les voiles et l'on file à 8 nœuds. Outre quelques amers commentaires sur l'ingratitude humaine — le commandant, après tout, n'avait prévenu personne de son intention de gagner les Downs du Kent, à voiles forcées, alors même que Fielding lui avait fait part de sa patience la veille même — c'est l'occasion pour le voyageur de décrire les abords des rives perçus depuis le pont ou sa cabine.

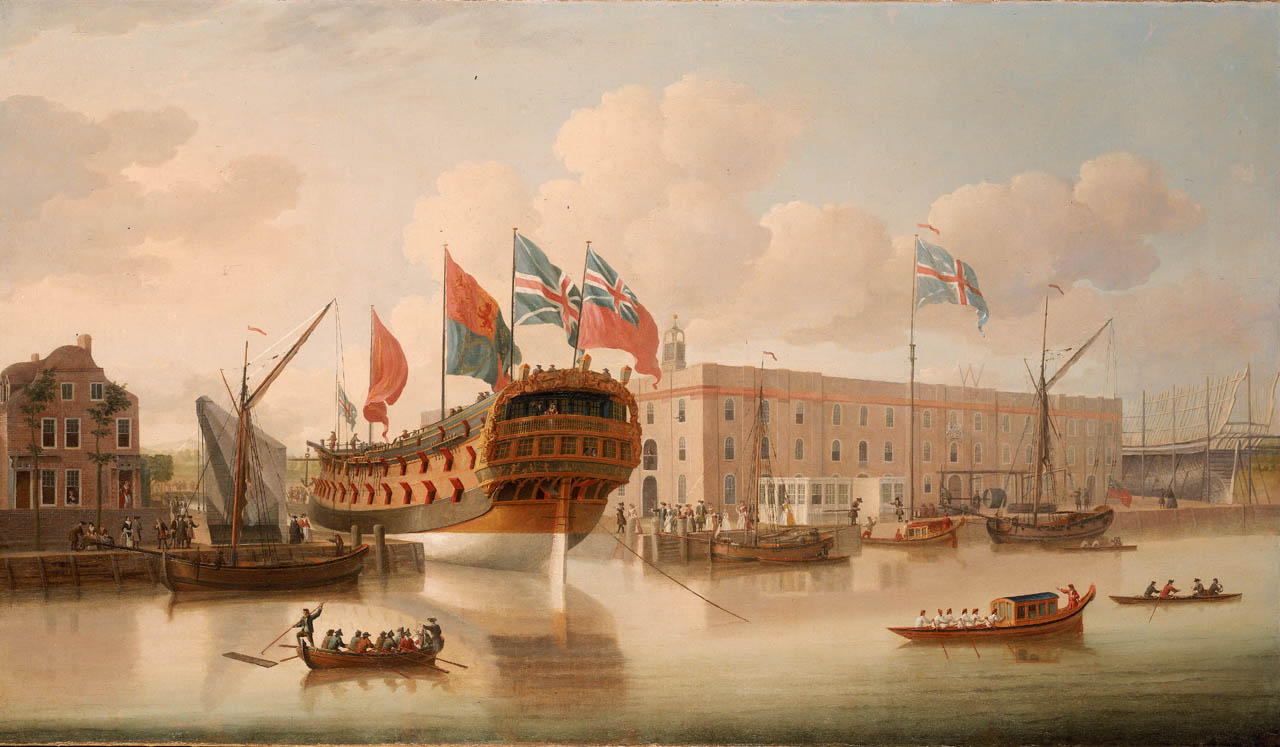
Lancement du navire de ligne de 4e rang, le St Albans, au chantier naval de Deptford en 1747, par John Cleveley l'Aîné.

Ces descriptions, assez rares en réalité, n'ont rien de pittoresque, notion quasi bannie de la littérature de la première moitié du XVIIIe siècle. Les termes restent généraux et stéréotypés, issus de la vieille poetic diction (« langage poétique ») présente chez John Dryden (1631-1700) au siècle précédent ou James Thomson (1700-1748), contemporain de Fielding. Ainsi s'alignent des adjectifs neutres, fair et bright pour qualifier le temps (« beau, ensoleillé »), pleasant et noble pour les chantiers maritimes de Deptford (« agréables, imposants »).

#### La décomposition du corps

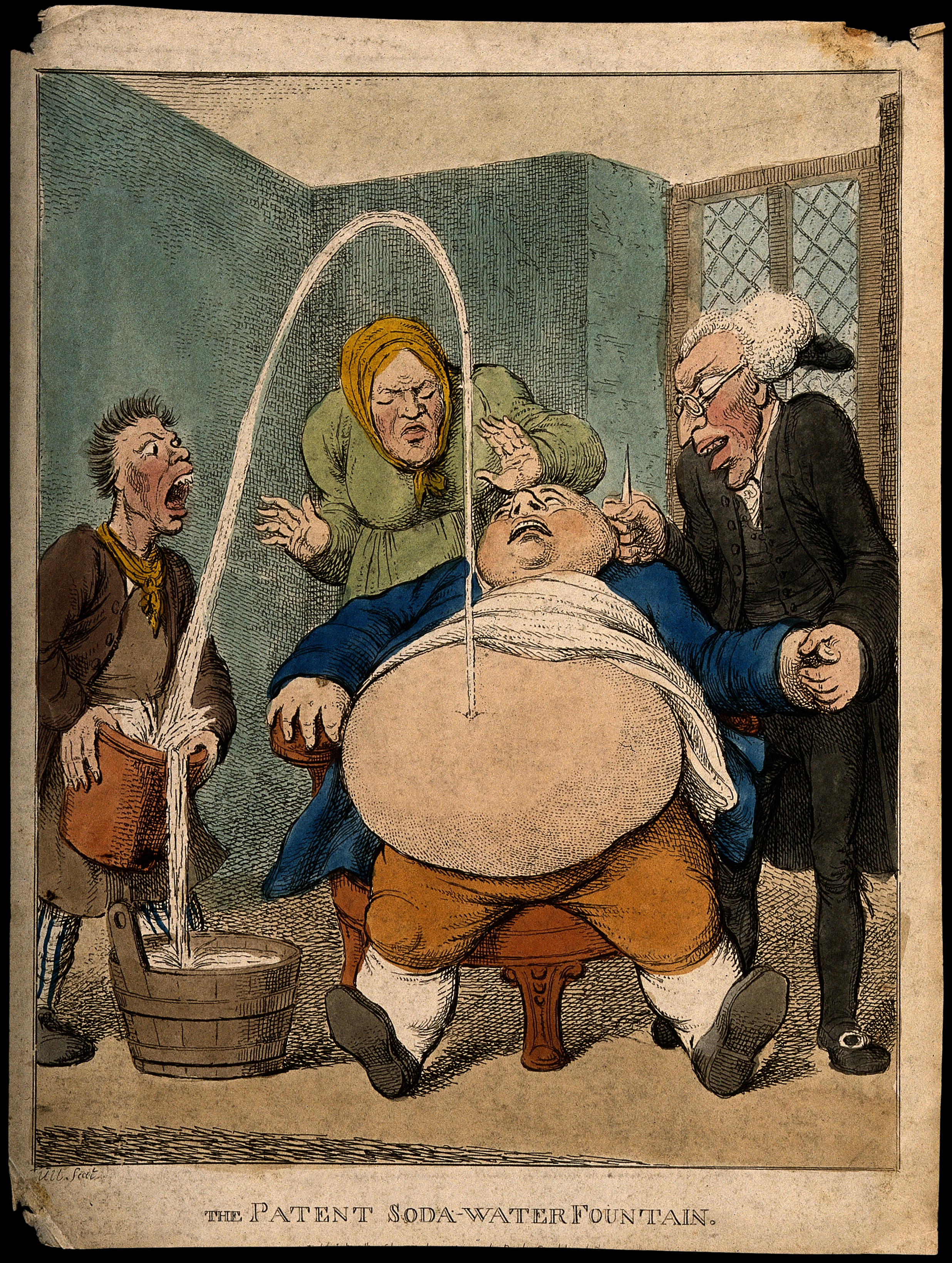
Représentation humoristique d'une paracentèse abdominale (ou laparocentèse) pratiquée chez un patient vraisemblablement atteint, comme Henry Fielding, d'une ascite sévère compliquant une cirrhose hépatique au stade terminal.

Beaucoup plus précis est le vocabulaire relatif à la maladie de Fielding, car son Journal pose un regard sans détour sur la décomposition de son corps : les éclairs de santé sont rares, et l'ouvrage se lit comme celui d'un moribond lucide, espérant « vivre pour le terminer, ce dont on peut douter et pour quoi je ne garde que peu d'espoir, le dernier, en tous cas, que j'entreprendrai »,. De fait, le mal s'amplifie au fur et à mesure que se déroule le journal, jaunisse, asthme, œdème semblant unir leurs forces destructrices pour assiéger ce corps énorme et pourtant émacié, privé de toute force musculaire, souffrant sans doute d'une cirrhose du foie doublée d'un cancer du péritoine. D'une phrase laconique, Fielding résume la situation : « Maintenant, selon l'avis de tous, j'étais en train de mourir d'un ensemble d'affections »,.
La maladie hante ainsi l'ouvrage tout entier, semblable sur un plan individuel à la lente décomposition universelle que relate Defoe dans son  Journal de l'Année de la Peste (Journal of the Plague Years), avec le même souci statistique, la même précision comptable. La mort plane à chaque détour de page, « mort de fatigue », « poids mort », « corps pourri ». La franchise ici affirmée est d'autant plus frappante que Fielding a secrètement maudit sa logeuse de Ryde lors de son passage dans l'Île de Wight, pour lui avoir sans tact souhaité meilleure santé tout en masquant un miroir afin qu'il ne puisse contempler sa déchéance physique. Tout se passe comme si l'acte d'écrire permettait enfin à l'auteur de faire face à la sordide réalité, confrontation impossible dans la vie réelle.
Ce corps déchu évolue donc dans un monde fondamentalement hostile, en proie lui aussi à la décomposition et la souffrance, schéma que Fielding s'emploie à brosser avec une méticulosité obsessionnelle, tous les malheurs alentour paraissant issus du sien propre. Le ton est « solennellement urbain »,, écrit Tom Keemer, mais avec des saillies comiques concernant les petits dérangements et frustrations quotidiens, comme lorsque le besoin d'une ponction urgente se double en écho de la rage de dents de son épouse. Ni le chirurgien ni l'arracheur de dents ne semblent jamais pouvoir être trouvés, le bateau levant l'ancre au mauvais moment ; la scène se répète de Rotherhithe à Deal, à quoi s'ajoute la mer qui, d'un coup, devient houleuse et littéralement lui arrache les boyaux (twisted my bowels out of my belly). Puis ses propres dents refusent de mordre dans une portion de canard aussi congrue que sèche ; bref, tout va de travers. Quelques éclaircies dans ce tohu-bohu de souffrance cependant : un chat du bord tombe à la mer et le bosco plonge pour le repêcher, ce qui permet à Fielding d'ajouter un aparté espiègle sur le commandant. Les analogies ne manquent pas qui le ramènent sans cesse à sa propre mortalité : le décès du ministre (Henry Pelham), la perte d'une dent, les éléments qui chahutent la création tout entière, un fruit trop dur, et même les saisons qui passent, tout se rassemble et se concentre pour revenir comme une pointe de faisceau se loger dans sa souffrance. Chaque lutte renvoie à des échos personnels et, observateur impuissant de la décomposition universelle de laquelle participe la sienne, il aligne les résignés « je voyais, j'ai vu » (I saw) en phrases parallèles et de plus en plus ramassées :
« I saw the summer mouldering away, or rather, indeed, the year passing away without intending to bring on any summer at all. In the whole month of May the sun scarce appeared three times. So that the early fruits came to the fullness of their growth, and to some appearance of ripeness, without acquiring any real maturity; having wanted the heat of the sun to soften and meliorate their juices. I saw the dropsy gaining rather than losing ground; the distance growing still shorter between the tappings. I saw the asthma likewise beginning again to become more troublesome. I saw the midsummer quarter drawing towards a close. »
« Je voyais l'été pourrir lentement ou plutôt l'année passer sans intention d'apporter le moindre été. Mai tout entier ne s'ouvrit au soleil qu'à peine trois fois, si bien que les fruits précoces parvinrent à leur grosseur normale et tout en donnant l'impression de la maturité, ils étaient loin de l'avoir acquise, tant le manque de soleil leur avait refusé la douceur et le mûrissement des jus. L'œdème enflait plutôt que de perdre du terrain et les ponctions devenaient de plus en plus fréquentes. J'ai de même vu mon asthme s'aggraver et me gêner de plus en plus. J'ai vu la mort du deuxième quart de l'été. »

#### Divers parallèles
Un parallèle s'établit entre les mouvements du navire et les fluctuations du mal assaillant le patient : que le vent souffle, et une rémission s'installe, Fielding écrivant comme si le corps et la coque échappaient un moment à leur sort douloureux ; l'ancre est levée alors que l'eau est ponctionnée de son ventre meurtri ; les voiles se gonflent et l'œdème perd de son agressivité ; le bateau est encalminé et le corps enfle à nouveau. De plus, le malade devient représentatif de l'homme aux prises avec des forces qui le dépassent et son mal s'étend au domaine public. Il existe une adéquation entre le corps physique et le corps politique (body politic), concernant non seulement les lois fondamentales, mais aussi « les coutumes, le comportement, les habitudes du peuple »,.
L'idée de l'État comme « corps politique » revient souvent sous la plume de Fielding lorsqu'il évoque les maux qu'il appelle « civiques » (civic ills). Dans The Historical Register, il écrit que « la corruption a le même effet sur toutes les sociétés, tous les corps, que celle qu'elle exerce sur le corps de l'homme, où l'on constate qu'elle entraîne toujours une totale destruction »,. L'avarice et la corruption de l'élite dominante font depuis longtemps partie de ses cibles privilégiées ; les analogies entre sphère publique et sphère privée, voire intime, sont partout dans ses écrits polémiques, particulièrement dans An Enquiry into the Late Increase of Robbers (« Enquête relative à la récente montée des vols ») et Fielding y raille les grands de ce monde, puis insère ce paragraphe : 
« The great Increase of Robberies within these few years, is an Evil which […] seems (tho' already so flagrant) not to have arrived to that Height of which it is capable, and which it is likely to attain: For Diseases in the Political, as in the natural Body, seldom fail going on their Crisis, especially when nourished and encouraged by Faults in the Constitution. »
« L'augmentation importante des vols au cours de ces dernières années est un mal qui […], quelque évident qu'il est, semble ne pas encore avoir atteint son apogée, auquel il parviendra sûrement, car les maux du corps politique, comme ceux du corps physique, manquent rarement de prospérer, surtout lorsqu'ils se trouvent alimentés par des défauts constitutionnels. »
Ainsi, le Journal abonde en sombres analyses d'une société viciée à tous les échelons par la corruption d'une élite avide et sans scrupule : l'État est rongé de part en part, l'humanité se laisse aller à la sauvagerie et au parasitisme. Les petites extorsions des aubergistes et des mariniers ne font que s'inspirer d'un gouvernement s'exonérant de toute charge, les riches s'engraissent de filets de tortue tandis que les pauvres ont l'estomac noué par la faim. À chaque étage de la communauté, ce n'est que pourriture, léthargie, asthénie, bref l'État a besoin de soins médicaux, et le Journal entend, entre autres, « proposer les remèdes, […] montrer comment le guérir facilement […] et [dénoncer] la  honteuse négligence de cette absence de traitement »,. Ici, Fielding assimile sa lutte contre la maladie à celle qu'il a menée pour éradiquer le crime : la métaphore politique et la réalité physique se prêtent main-forte, mais dans la réalité son combat public a été livré au détriment de son intégrité corporelle : plus la criminalité se voyait jugulée, plus la jaunisse, la dropsie et l'asthme prospéraient. Fielding ponctionnait le poison de la société, tandis que s'accumulait celui de son organisme.

#### Un magistrat en sursis
Nathalie Bernard est d'avis que si « l’expérience de Henry Fielding en tant que magistrat et journaliste a profondément influencé son dernier ouvrage, les éléments sélectionnés […] ne servent pas véritablement le projet didactique affiché. Les très nombreuses références à la nourriture qui émaillent le récit incitent le lecteur à penser que la sélection opérée […] au cours de l’élaboration du Journal relève davantage de ses obsessions personnelles que de l’intérêt public revendiqué par le texte ».
Il n'en semble pas moins que Fielding a toujours en tête son action de juge et que son Journal s'en fait amplement l'écho. Il l'utilise pour prodiguer ses conseils aux législateurs, se posant en monitor, c'est-à-dire « celui qui prévient des défauts et avertit des devoirs » (One who warns of faults, or informs of duty). En cela, il reprend le rôle qu'il a joué dans ses revues, en particulier le Jacobite's Journal et The Covent-Garden Journal où, suivant l'exemple de Joseph Addison et de Richard Steele, il se réclamait du rôle de « censeur » du royaume, dans le sens qu'avait cette fonction à Rome, « celui qui a le pouvoir de régenter les mœurs » (the one who had the power of correcting manners). Ici, cependant, il s'éloigne provisoirement de la satire pour recommander de nouvelles mesures susceptibles de briser le cartel des nantis qui affament le peuple.
Le lien entre le magistrat et l'auteur conscient d'écrire son dernier livre est préservé : jusqu'au bout, Fielding a voulu se rendre utile ; comme il l'écrit non sans gravité, « J'ai éparpillé mes diverses remarques tout au long de ce voyage, plutôt satisfait de terminer ma vie comme je l'ai sans doute perdue, au service de mon pays »,.

## Les méandres de l'ironie
Le Journal de Fielding, même dans ses instants les plus solennels, suit une veine ironique quasi ininterrompue qui prend de multiples formes.

### L'enflure parodique

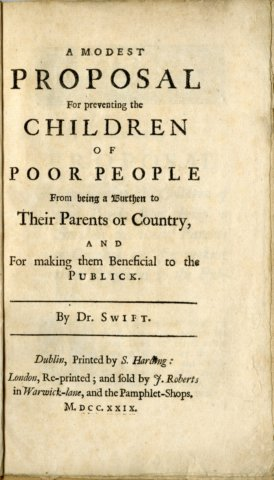
A Modest Proposal, édition de 1729.

Tout se passe comme si l'auteur était incapable de présenter une argumentation sérieuse sans tomber dans le comique de l'enflure parodique. Ainsi, lorsqu'il se lance dans la récapitulation des bienfaits du poisson, à la manière de A Proposal for Making an Effectual Provision for the Poor (1753), son propos selon lequel un marché truqué prive les pauvres de cette manne tourne vite à la dérision : « Je propose d'abord en toute humilité qu'on pende tous les poissonniers en vertu des lois sur la moralité ; bien que certains esprits plus mous et incapables de décision aient pu penser que le mal pût être éradiqué par des méthodes plus douces, je présume qu'il n'existe personne aujourd'hui pour juger que cette attitude ait une chance de parvenir à un quelconque résultat »,. Ici, Fielding procède comme avant lui Jonathan Swift a pu proposer le cannibalisme comme remède à la famine ravageant l'Irlande. Le sévère propos est vite relégué à sa juste mesure : après sa diatribe contre les gloutons et les profiteurs qui se gavent au détriment de ceux qui n'ont rien à se mettre sous la dent, Fielding ajoute : « Après m'être cependant royalement  régalé de cette nourriture, j'en accompagnai  la descente d'un bon bordeaux »,.

### Des autorités grotesques
En d'autres passages, Fielding se sert d'un mode d'ironie plus audacieux, « étrange » même, écrit Tom Keymer, consistant à miner ses revendications et ses propositions  par des références à des autorités notoirement grotesques : par exemple, en se comparant non à Cervantes mais à son fantaisiste narrateur métafictionnel, Cide Hamete Benengeli. En cela, s'il est apparemment fidèle à ce qu'il a annoncé dans sa préface (« présenter mes remarques et mes recommandations avec l'air d'en jouer et d'en rire »),, il fait bonne mesure, assortissant par exemple son propos d'une enflure à l'évidence amusée : « j'en viens directement aux louanges que mérite évidemment ce travail [son Journal], dont je pourrais à coup sûr dire  mille bonnes choses »,, ou se référant aux théories de Samuel Richardson sur l'instruction pour justifier les siennes, assurant aussitôt qu'elles ne sont bonnes pour que la corbeille à papier, et, en guise de conclusion, déclarant son désir de susciter une véritable révolution juridique dans le domaine des affaires maritimes mais semblable à celle que préconise pour le théâtre La Répétition (The Rehearsal), pièce où un auteur, metteur en scène à idées, donne aux acteurs des instructions aussi absurdes que loufoques et critiques sur l'importance de leur rôle.

### Une volubilité suspecte

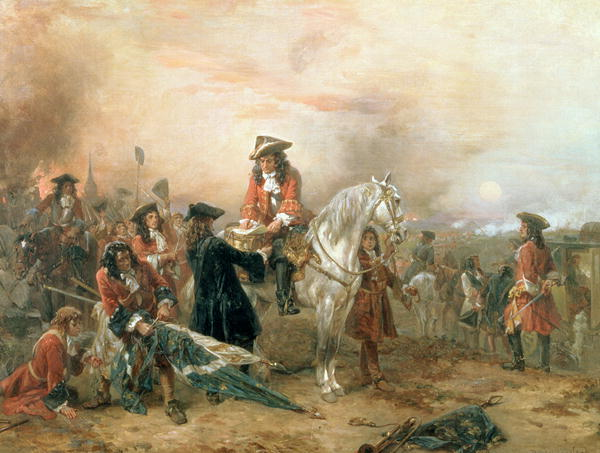
Le duc de Marlborough signant une dépêche à Blenheim.
Huile sur toile de Robert Alexander Hillingford.

Le comble de la subtilité équivoque est sans doute atteint lorsque Fielding plaide pour obtenir une pension posthume destinée à garantir sa famille contre le besoin. Il argumente qu'un tel geste de la part des autorités compétentes inciterait les jeunes magistrats aux mêmes efforts que les siens, et pour corroborer sa thèse, il donne deux exemples, l'un de punition et l'autre, de récompense :
« "For it is very hard, my lord," said a convicted felon at the bar to the late excellent judge Burnet, "to hang a poor man for stealing a horse." "You are not to be hanged sir," answered my ever-honoured and beloved friend, "for stealing a horse, but you are to be hanged that horses may not be stolen". In like manner it might have been said to the late Duke of Marlborough, when the parliament was so deservedly liberal to him, after the battle of Blenheim, "You receive not these honours and bounties on account of a victory past, but that other victories may be obtained. »
« Il est bien dur, Votre Honneur, déclara à la barre un condamné à feu l'excellent juge Burnet, d'être pendu pour avoir volé un cheval ». À quoi mon ami à jamais honoré et aimé répondit : « Tu n'es pas pendu pour avoir volé un cheval, tu vas être pendu afin que les chevaux ne soient plus volés ». De la même façon, on aurait pu dire à feu le duc de Marlborough, lorsque le parlement le traita à juste titre avec tant de prodigalité après la bataille de Blenheim : « Ces gratifications et ces honneurs ne vous ont point été octroyés pour avoir remporté une victoire, mais afin que d'autres victoires puissent être gagnées. »
En surface, le passage est clair : l'enrichissement de Marlborough, que Fielding admirait pourtant, était amplement mérité et la punition infligée au voleur par son ami Burnet tout à fait justifiée. Cependant l'enflure des compliments rend le commentaire suspect :  « feu l'excellent juge Burnet », « mon ami à jamais honoré et aimé », plus loin « un modèle de mansuétude », autant de formules dithyrambiques qui tranchent avec la froideur dont fait preuve ce remarquable magistrat lorsqu'il annonce au pauvre homme que son cou va être brisé net. Sa volubilité se fait d'autant plus suspecte que Fielding a formulé ailleurs des réserves sur la peine capitale, exprimé sa réprobation du caractère public des pendaisons, recommandant qu'elles soient pratiquées en privé, et allant jusqu'à se scandaliser de la dureté de certaines sentences, honteusement injustes lorsqu'elles frappent de pauvres hères poussés à la délinquance par le manque et le besoin : c'est là « chose épouvantable, écrivait-il, que tant de charretées de nos concitoyens soient toutes les six semaines conduites à l'abattoir »,. Lorsque Fielding se réfère à Burnet, le souvenir de Pope n'est pas loin, car le juge ressemble fort à ceux de The Rape of the Lock (La Boucle de cheveux enlevée) : 
| The hungry Judges soon the Sentence sign And Wretches hang that Jury may dine. | Les juges ont faim et signent la sentence sans tarder Les pauvres bougres sont pendus pour que le jury puisse dîner. |

Même ambiguïté lorsque le duc de Marlborough se voit si ouvertement adulé, car ce général a été à l'origine d'un des plus grands scandales de son époque. Son palais de Blenheim devint vite la source d'intrigues politiciennes qui entraînèrent son exil, la disgrâce de la duchesse et un dommage irréparable pour la réputation de l'architecte, Sir John Vanbrugh. Swift s'était mêlé de l'affaire en comparant le coût de la récompense à celui des lauriers couronnant le front d'un général vainqueur à Rome, et Fielding avait déjà associé la famille du premier ministre Walpole, notoirement avide de richesses, à celle des Malborough, écrivant en 1735 dans le Craftsman que « la conduite du premier avait fait au gouvernement la preuve de sa sagesse, de sa réussite et de sa gloire tout comme celle de l'autre y était parvenu sur le champ de bataille ».
Là s'arrêtent les commentaires perfidement élogieux ; Fielding revient alors sur une brève éclaircie dont profite son état en se référant indirectement au voleur de chevaux : « Si on ne me pend pas à cette session, écrit-il, on ne manquera pas de le faire à la prochaine »,,.

## Une satire trompeuse?
Dans sa préface, Fielding fait une vague allusion à une pièce, dont il ne donne pas le titre, « d'Aphra Behn ou de Susanna Centlivre », où « ce vice des journaux de voyage est ridiculisé avec finesse »,.

### La littérature de voyage: satire, parodie ou imitation?
Sans doute se réfère-t-il avant tout à The Feign'd Curtezans d'Aphra Behn, dans laquelle Timothy Tickletext, tuteur de Sir Signal Buffoon, joint l'ignorance  d'un grossier philistin à l'importance qu'il se confère. Tickletext se promène à Rome qu'il juge bien inférieure à la capitale anglaise, bâtiments, fontaines, statues, églises (« les plus affreuses que j'ai jamais vues »), toutes remarques qu'il consigne dans un journal bourré de banalités sur le temps, le tonnerre, les éclairs et la pluie, selon lui « les plus mémorables et remarquables événements de la journée »,. À son retour, Tickletext entend publier son œuvre « pour le bien de la nation »,.
Le fait que Fielding déclare dans son propre Journal en une image de circonstance vouloir éviter un tel cap (to steer clear) semble montrer qu'il se moque de la littérature dite de voyage (travel writing). Pourtant, il tombe souvent dans les travers de Tickletext, aveugle comme lui aux splendeurs d'une capitale qui, avant la catastrophe de 1755, passait pour l'un des joyaux de l'Europe ; se vantant comme lui que la comparaison avec l'Angleterre ne peut que le combler de fierté ; comme lui proclamant que son ouvrage sera « d'utilité publique » (public utility) : bref, le lecteur garde l'impression que paradoxalement la référence à la pièce d'Aphra Behn dit ouvertement ce que son livre ne devrait pas être mais s'avère être en réalité, un exemple grandeur nature du genre qu'il entend ridiculiser.

La route de l'expédition de George Anson.

Cela dit, il raille gentiment l'exactitude pointilleuse du livre de voyage le plus célèbre de l'époque, Voyage du Commodore Anson, publié en 1748, et s'empresse de qualifier le reste d'« ennuyeux à mourir » (heaps of dulness).
Il n'empêche que son journal montre que ces ouvrages « ennuyeux à mourir » lui sont familiers, en particulier ceux qui concernent Lisbonne, comme Account of the Most Remarkable Places and Curiosities in Spain and Portugal (1749) de Udal ap Rhys et Several Years Travels through Portugal, Spain, etc. (1702) de Wiliam Bromley. Ce dernier, en opposition avec le roi William III, a dû passer une grande partie de sa vie à l'étranger où il a voyagé, surtout dans la péninsule ibérique : scandalisé par les processions du carême de moines qu'il juge idolâtres, il n'a que mépris pour les églises portugaises et la cathédrale de Lisbonne « étroite et sans beauté » (neither large nor beautiful), sans compter la ville elle-même, avec ses nombreuses collines, où il ne voit qu'un labyrinthe de rues encaissées et montantes entre des immeubles démesurément hauts, d'autant plus rebelles à la marche que la saleté et la puanteur suintant de leur humidité ambiante ajoutent à leur inconfort. À l'opposé, Udal ap Rhys, en un style conventionnel, se pâme d'admiration enthousiaste pour Lisbonne, dont il trouve la magnificence égale à celle de la Rome aux sept collines : tout y est « beau », d'une « splendeur indicible », d'une « variété infinie d'édifices somptueux » ; la campagne environnante est « délicieuse », gorgée de fruits « succulents », embaumée des fleurs sauvages « des plus odoriférantes » comme surgissant « sous le pied enchanteur d'une maîtresse de poète », avec des saisons abolies au profit d'un « printemps éternel ». Il y a là une accumulation de banalités stéréotypées que Fielding évite, après les avoir plus ou moins reproduites au premier abord, pour bientôt tomber, avec le même style conventionnel, dans leur inverse, tout aussi démesuré, celles de William Bromley.

### La subversion  des intentions affichées
Selon Fielding, Homère et Virgile ont à leur façon aussi composé des récits de voyage (Homer himself is by some considered as a voyage-writer), et depuis la profession de foi exprimée dans la préface de Joseph Andrews, définissant son roman comme « une épopée comique en prose » (a comic Epic-Poem in Prose), il ne s'est que rarement départi de cette forme d'écriture. Le Journal ne fait pas exception, avec de multiples références à l'Odyssée et l'Énéide. Certes, sa préface bannit sévèrement la tentation de tels procédés, « tendant à pervertir et brouiller de traits fantaisistes le legs de l'Antiquité »,. Son récit, précise-t-il, n'a rien d'une œuvre de fiction, mais s'autorise quelques ornements « de style et de langage, voire d'événements »,. Fielding insinue donc qu'il embellit parfois les faits, ce qu'il confirme plus tard lorsqu'il assimile cette licence poétique au rapport du marin qui « relate fidèlement ce qui s'est passé sur son bateau, nous disons bien fidèlement, quoique, à ce qui s'est passé, il est loisible de subodorer que Tom a fait le choix de quelques ajouts, peut-être cinq ou six circonstances sans importance, comme c'est toujours le cas, crois-je savoir, et aussi de supposer que j'ai agi de même en racontant cette histoire »,.
Une fois de plus, le lecteur fait face à une contradiction, comme si le narrateur passait son temps à le taquiner, dénigrant la fiction ici, et minant aussitôt là son apparente résolution. Les priorités du Journal sont donc ailleurs : un matériau documentaire neutre traité de façon artistique, c'est-à-dire transformé et réfléchissant souvent des personnages, des faits ou des scènes déjà traités dans les romans : ainsi, il a été remarqué que l'aubergiste de Ryde, Mrs Francis, n'est pas sans ressemblance avec Mrs To-wouse de Joseph Andrews, voire Mrs Jewkes dans Paméla ou la Vertu récompensée de Richardson. En somme, Fielding reste fidèle à sa préface où il stipule que l'effet littéraire est aussi important que le fait brut.
Pour Tom Keymer cette façon de romancer quelque peu les événements vécus permet à Fielding de parodier la littérature de voyage dont il prétend se démarquer, celle de Bromley et de Rhys dont il s'autorise pour exagérer la xénophobie de l'un et contredire l'extravagance de l'autre. Ainsi, l'anecdote de la capture d'un requin en baie de Biscaye lui semble « absolument conforme aux règles et usages de la littérature de voyage ». Quant à l'insistance de Fielding sur l'utilité publique de son livre, passage d'une érudition swiftienne de pacotille où il lance un appel solennel à l'élection d'une « Société des Collectionneurs » (Society of Antiquarians), cela relève de l'auto-parodie.

## La parodie classique
L'utilisation ironiquement pseudo-héroïque de l'Odyssée et de l'Énéide, dans laquelle Fielding se dépeint en Ulysse ou Énée attardés est plus directe, ouvertement dirigée contre lui-même, dont il ridiculise la posture et le destin : il joue sur l'assimilation traditionnelle de Londres à Troie et sur la légende attribuant à Ulysse la fondation de Lisbonne.

### Des échos pathétiques

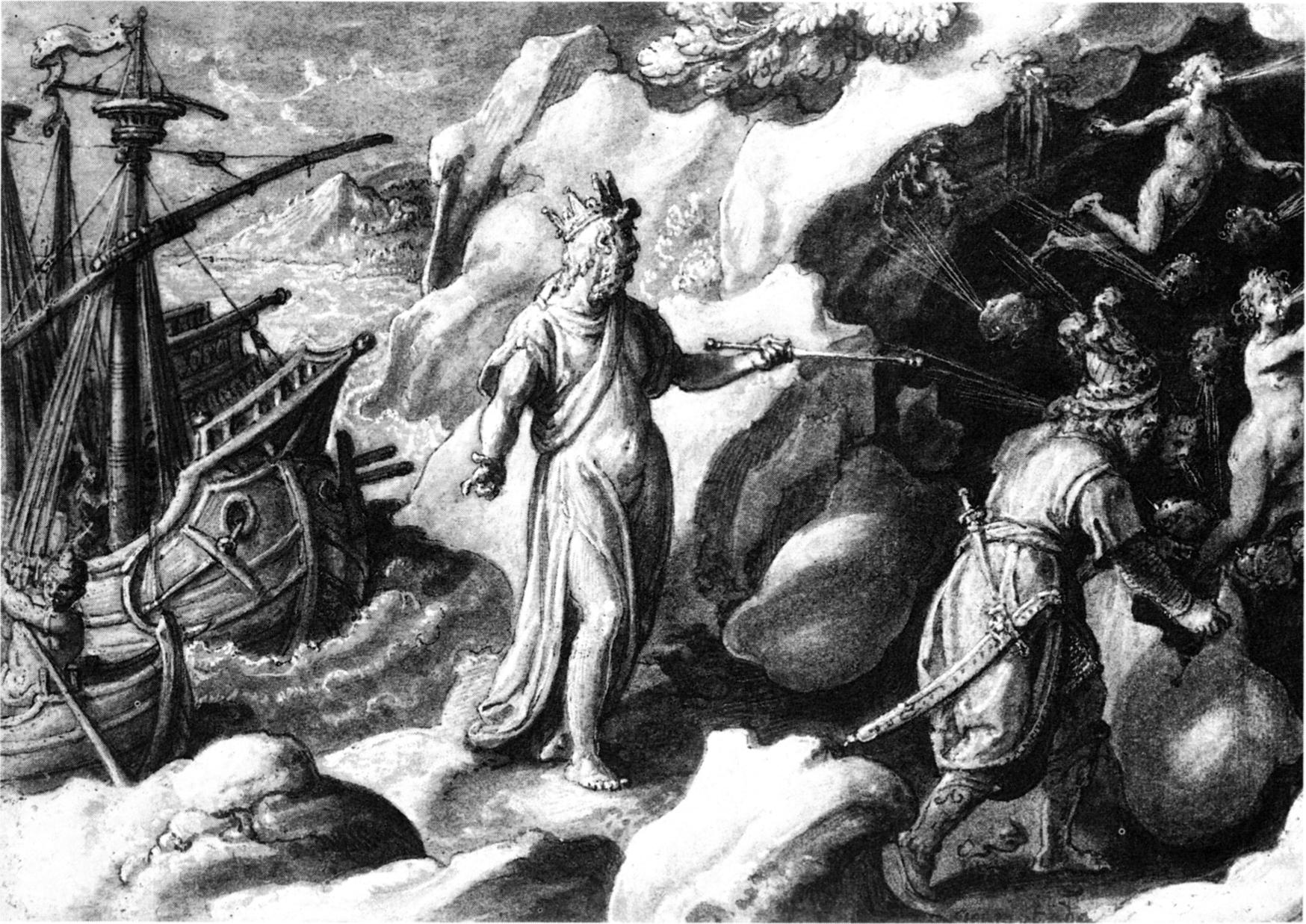
Jan van der Straet, Ulysse dans la grotte des vents (Rotterdam, Musée Boijmans Van Beuningen).

Certains échos sont évidents. Ainsi, lorsqu'il assimile son départ de Londres à la fuite d'Énée hors de Troie, la comparaison est explicite : « ce même vent que Junon aurait sollicité d'Éole si Énée avait dû sous nos latitudes mettre le cap sur Lisbonne »,, analogie reprise dans la dernière page.

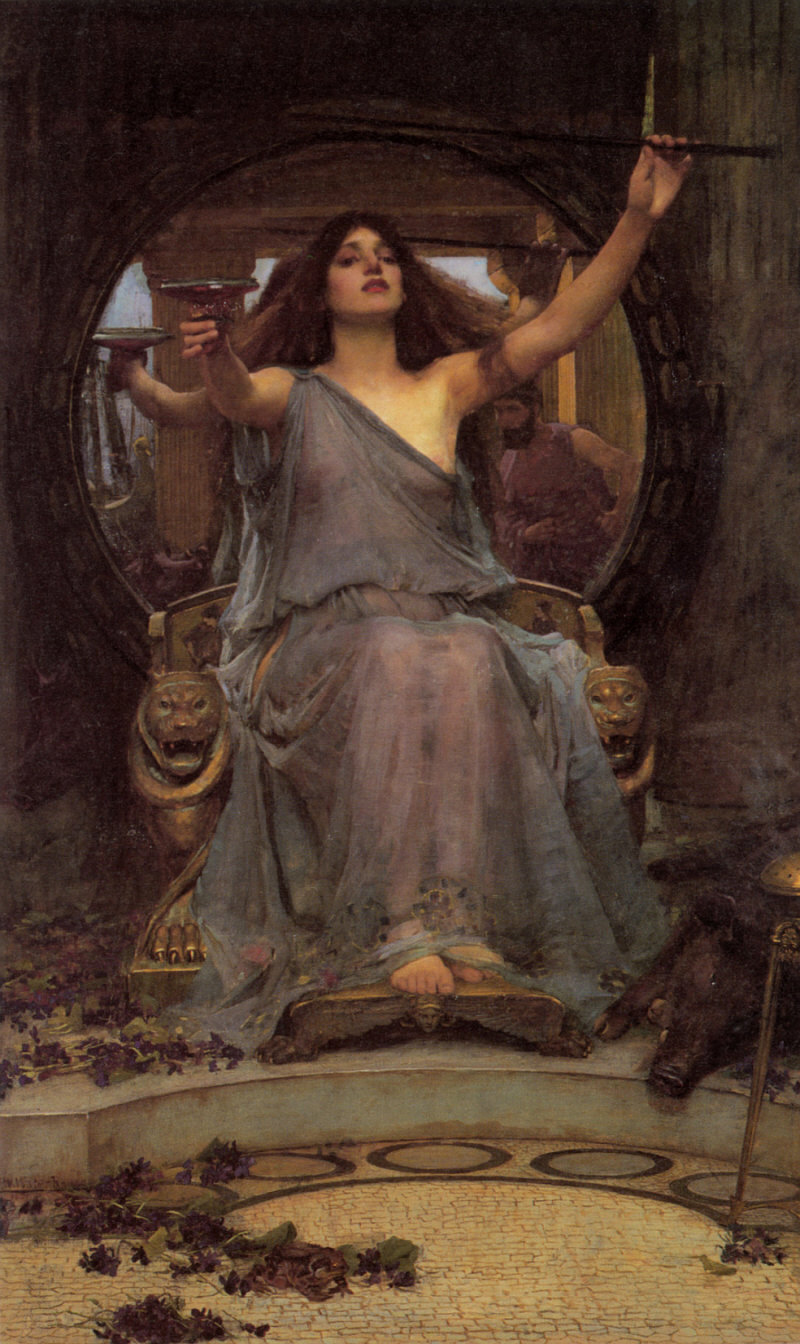
Circé offrant la coupe à Ulysse, par John William Waterhouse.

Parfois, les allusions relèvent de la plaisanterie personnelle, comme quand il compare l'aubergiste de Ryde, Mrs Francis, à une furie doublée d'une sorcière venue d'une île lointaine où les « quelques sauvages qui l'habitent n'ont que peu à voir avec l'humanité à part leur forme »,. L'effet de dépaysement est rehaussé par la description de la campagne avoisinante, verdure plantureuse, flore exubérante, si bien qu'implicitement l'Île de Wight devient Ééa, l'île de Circé,, et Mrs Francis une sorte de Circé au rabais qui jette des sorts à ses victimes à défaut de poisons délicieux et leur facture d'infâmes piquettes à des prix vertigineux. Lors de son passage dans l'île, Fielding s'est, écrit-il, procuré de la venaison venue de Southampton, attribuant mystérieusement ce mets dont il se délecte aux bontés de la fortune : il s'identifie ainsi à Ulysse englué dans les délices d'Ééa, en reprenant les deux vers de l'Odyssée que le roi, un cerf sur l'épaule, prononce à ses compagnons dès son retour de la chasse,.
Au bout du compte, ces jeux analogiques sur des fragments d'épopées antiques prennent un ton mélancolique car la petite banalité quotidienne des faits ainsi narrés finit par jurer avec les légendes héroïques prises en référence. Il y a là, semble-t-il, un déséquilibre pathétique entre un auteur à l'agonie et des héros conquérants. Fielding avait déjà publié en 1743 un ouvrage intitulé Voyage de ce monde dans l'autre (A Voyage from this World to the Next) : il revient ici au thème qu'il y développait, mais avec l'imminence du passage de l'un à l'autre ; les vents ne poussent pas vers Ithaque, la terre natale, et sans doute la nouvelle Troie promise sera-t-elle un dernier enfer sur terre.

### Subversion et nostalgie
Pour Nathalie Bernard, Fielding entreprend en définitive une véritable démystification des grands textes grecs et latins et, dans son dernier Journal, « traduit en termes réalistes et rationnels leurs péripéties merveilleuses, tout en réservant l'emploi du style épique aux événements et personnages médiocres rencontrés au cours de sa traversée » ; sa thèse reprend la théorie de Mikhaïl Bakhtine qui écrit : « Le passé absolu des dieux, demi-dieux et héros s'actualise dans des parodies et surtout dans les travestissements ; il est rabaissé, représenté au niveau de l'actualité, dans son cadre habituel, dans le langage de son temps ».
S'appuyant sur la définition que Gérard Genette donne de  l'intertextualité, « une relation de coprésence entre deux ou plusieurs textes », Nathalie Bernard indique d'abord que, dans le journal de Fielding, si cette coprésence s'étend à de nombreux écrits anglais, par exemple la comédie de John Crowe, Sir County Nice, ou encore Macbeth de Shakespeare mais aussi De l'esprit des lois de Montesquieu, ce sont bien les récits merveilleux antiques, les épopées d'Homère et Virgile, les Métamorphoses d'Ovide, les Satires d'Horace qui se trouvent le plus souvent sollicités. Le premier but de ces références est de confirmer par leur érudition le statut de gentleman des lettres de ce passager, face aux individus très ordinaires que mentionne son livre, comme le commandant et son neveu, tous deux incultes, ou Mrs Francis l'aubergiste avare et peu amène, ou encore les douaniers portugais zélés et impolis, créant même un rapport de force et d'autorité avec le lecteur qui, s'il est érudit, suit les méandres des citations et, dans le cas contraire, est abandonné à son sort.

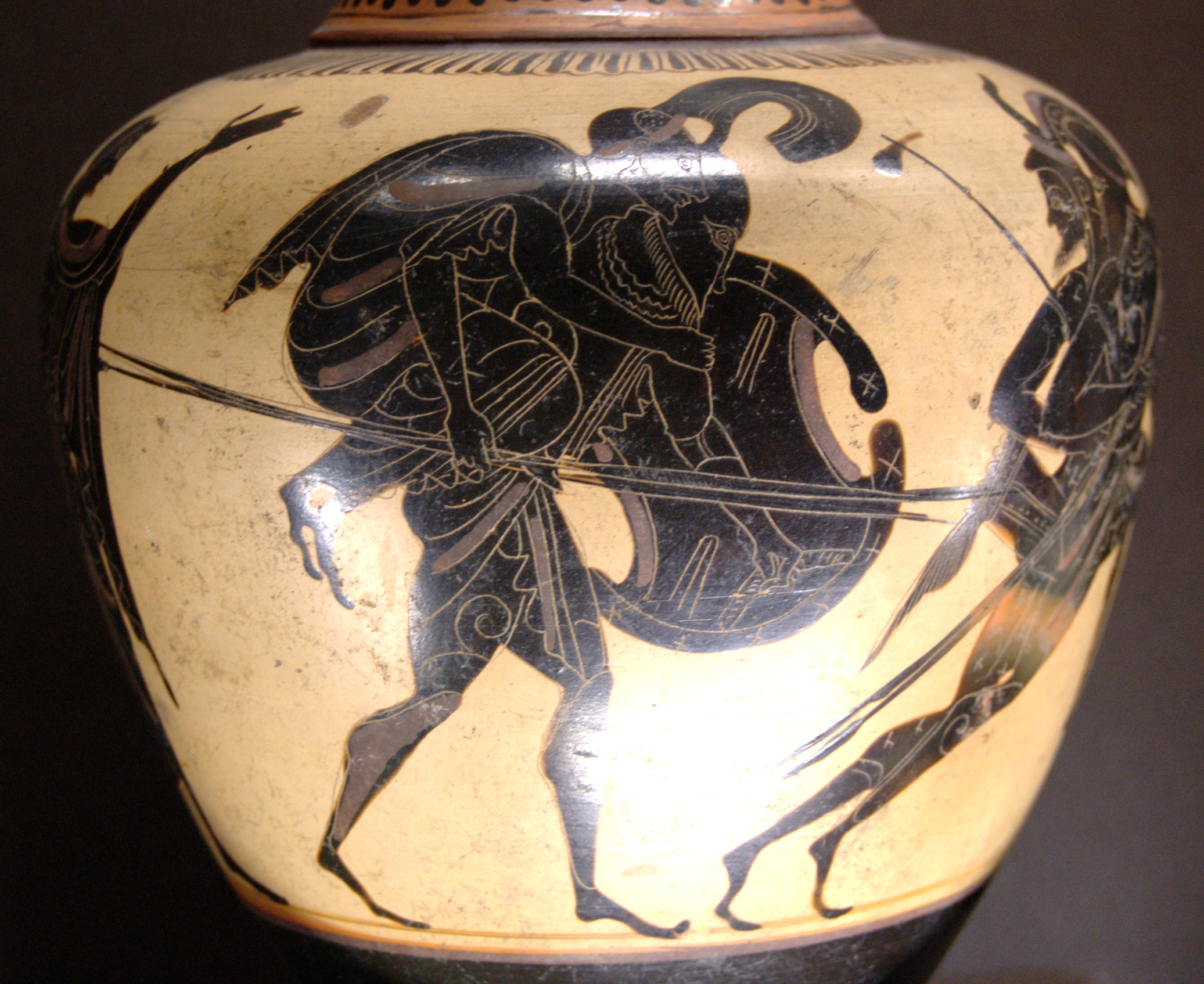
Énée quitte Troie, son père Anchise dans les bras, œnochoé à figures noires, v. 520-510 av. J.-C., musée du Louvre (F 118).

Les œuvres imaginaires et mythologiques de l'Antiquité se trouvent ainsi réduites au statut de documents didactiques, de modèles instructifs, d'ancêtres de son Journal dans lequel Fielding se livre à un exercice de décodage qui fait de leur extraordinaire une allégorie de situations banales, véritable « littéralisation » de la littérature merveilleuse : les filles des tripots et des bordels sont autant de Circé captivant les hommes ; la vulgaire aubergiste de Ryde enivre l'équipage jusqu'à en faire elle aussi des pourceaux ; le dérisoire commandant esquisse une vague lutte contre les vents, pâle réplique d'Ulysse bravant les flots ; et le douloureux héroïsme du passager participe mutatis mutandis de l'épopée du quotidien. D'ailleurs, selon l'introduction qui s'en est amplement fait l'écho, Fielding le magistrat laisse la capitale anglaise purifiée de sa pègre, semblable en cela au roi d'Ithaque qui quitte une Troie anéantie, et s'il n'est pas le maître de son esquif ni ne retournera dans son île natale, du moins, tel Énée gagnant le Latium, vogue-t-il vers une nouvelle patrie, non pas l'héritière de Rome malgré ses sept collines, mais peut-être une Troie qu'un cheval ne grugera point cette fois, à en juger par la sévérité tatillonne des lois accueillant les passagers de ce navire étranger venu d'au-delà les océans, donc a priori suspect.
Cette relecture démythifiée des épopées antiques recourt souvent au style héroï-comique pour dépeindre des événements ordinaires et les personnages médiocres de rencontre. Ainsi, la trivialité du monde est-elle remise en question par sa juxtaposition avec la dignité héroïque dont le sublime se voit miné par son opposition aux désagréments de la vie. En convoquant les intertextes antiques, le Journal traduit les désillusions et les interrogations d'un homme qui se sait condamné et évalue l'héroïsme épique à l'aune des tourments bien réels dont il est victime : « Si sa vie se révèle plus triviale que dans les épopées mythiques, l'héroïsme n'en est pas moins sublime pour être plus humain ». Ainsi vie et littérature cohabitent tout au long jusqu'à la citation finale extraite des Satires d'Horace qui marque la concomitance entre récit et voyage. Le parcours au fil des pages prend fin au moment où s'achève le trajet sur les eaux : désormais, Fielding mesure l'écart qui sépare sa vie d'un récit épique, s'en amusant et s'en indignant tout à la fois, s'en émerveillant aussi, car sa voix confondue avec celle de l'auteur des Satires révèle que malgré tout, il reste confiant dans le pouvoir des charmes de l'imaginaire triomphant in fine de la sombre ou médiocre réalité.

## Conclusion générale
Seules subsistent cinq lettres de Fielding à son demi-frère John, deux écrites à bord du Queen of Portugal et trois à Lisbonne, amusées ou ulcérées, pour rendre compte du nouveau quotidien.
Le comique y demeure, comme en témoignent la description du valet William regagnant aussitôt l'Angleterre, emporté par le flux puissant d'une beuverie de vins portugais, ou l'expression de sa propre nostalgie de la nourriture familière, le poussant à demander à John de lui envoyer un cuisinier par le premier bateau, ou encore du flirt, jugé grotesque, de Richard Veal, le vieux commandant de soixante-dix ans, séduisant Isabella Ash, la bonne de Mary Fielding, et lui promettant le mariage, ou bien des continuels gémissements, soupirs et pleurs de cette même Mary, inconsolable d'avoir dû s'exiler loin de sa terre natale.

### Le commandant Richard Veal

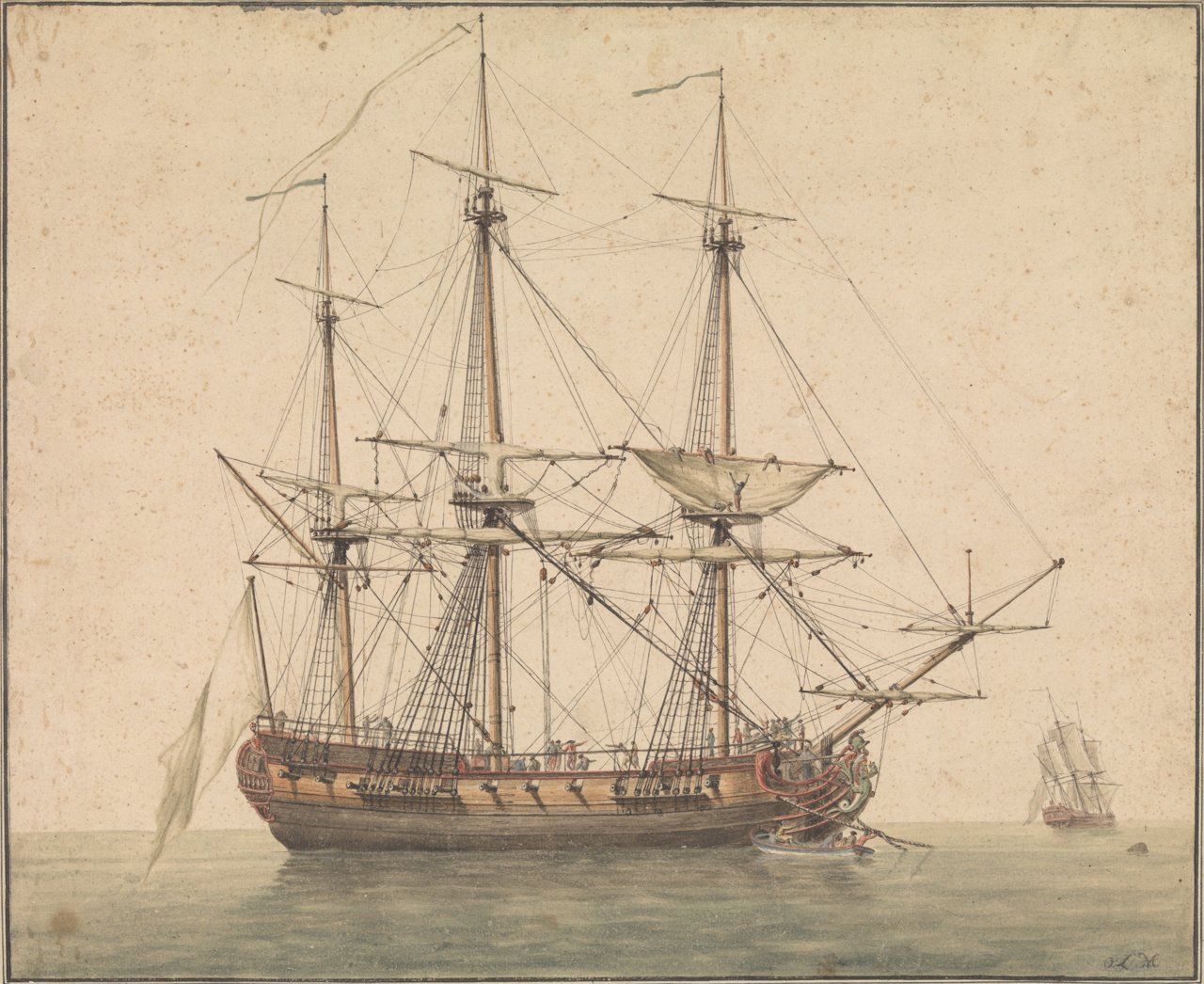
Un vaisseau de 6e rang (ou frégate de 12), de ceux qu'utilisaient volontiers les privateers dans la guerre de course.

Le commandant Richard Veal est l'un des personnages centraux du Journal. Il semble que Fielding ait été plutôt fasciné par cet homme, fréquenté avant l'embarquement puis à bord pendant six semaines et à Lisbonne avant qu'il ne reparte pour Londres, et qui, dans la cabine que les deux hommes partageaient, lui racontait ses exploits passés. Dans son Journal, il donne de fréquents aperçus de la vie de ce bourlingueur : quarante-six années de navigation, des aventures, beaucoup de victoires, quelques revers. Mais il protège son anonymat en taisant son identité, allant jusqu'à attribuer un faux nom au bâtiment sur lequel il servait pendant la guerre de l'oreille de Jenkins.
Cet intérêt s'explique par la vie extraordinaire de cet officier alors assagi et commandant sans péripéties hasardeuses un navire faisant des allées et venues entre la Grande-Bretagne et le Portugal. Sans doute né à Exeter en janvier 1686, sa jeunesse reste mal connue. Il avait épousé en 1733 Margaret Brown, avec qui il eut des démêlés judiciaires pour des affaires de biens et qui mourut en juillet 1734. En mai 1735 il se remaria en la cathédrale Saint-Paul avec Jane King, âgée de dix-huit ans, fille d'un marchand de la cité, morte en avril 1754, peu avant que Fielding ne fît sa connaissance. Il commanda plusieurs navires, commençant sa carrière sur le Saudades (« manque, désir de revoir »). Ses aventures de privateer (c'est-à-dire de corsaire), semblent avoir débuté en 1744 alors que la guerre avec l'Espagne s'étendait à la France, à bord du Hunter, frégate de quatre cents tonneaux, avec deux-cents hommes et vingt-quatre canons. Plusieurs bâtiments ennemis furent ainsi pris à l'abordage. En 1745, il reçut le commandement de l'Inspector avec lequel il s'empara de quelques navires marchands entre la Martinique et Cadix. En 1748, cependant, une violente tempête fit dériver l'Inspector vers la baie de Tanger où il perdit quatre-vingt dix hommes ; Veal et les officiers furent secourus par le HMS Phœnix, mais les hommes d'équipage furent capturés et devinrent les esclaves du potentat local, ce qui déclencha une polémique qu'entretinrent pendant des années le Gentleman's Magazine et d'autres gazettes. Les derniers survivants ne furent libérés qu'en 1750 et l'un d'eux publia à son retour un violent récit de leur captivité dans lequel le commandant Veal et ses officiers se virent accusés de lâcheté.
Ce fiasco ne découragea pas l'officier qui reprit du service sur le Dreadnought à bord duquel il captura le Bellona, puis sema la terreur sur la côte est de l'Espagne, envoyant par le fond au moins quatre cargos et s'emparant d'un prestigieux navire de la marine marchande française, l'Assomption de Marseille, chargé de vins, cognac, huiles, farine, savon et autre butin d'une valeur de 10 000 livres. Veal eut quelques ennuis avec la justice, certaines de ses prises lui étant contestées comme revenant de droit à la couronne. Le Dreadnought semble avoir été son dernier commandement en tant que privateer et de 1740 à 1755, il commanda le Queen of Portugal sur lequel Fielding avait embarqué. Ses rotations entre Londres, Lisbonne et Madère lui permirent d'être le premier à rendre compte du tremblement de terre du 1er novembre 1755. En mars 1756, il prit le commandement d'un nouveau bateau, le Prince of Wales, mais mourut en juin de cette même année. On ignore s'il eut jamais connaissance du Journal de Fielding.

### Quelques notations sur Lisbonne

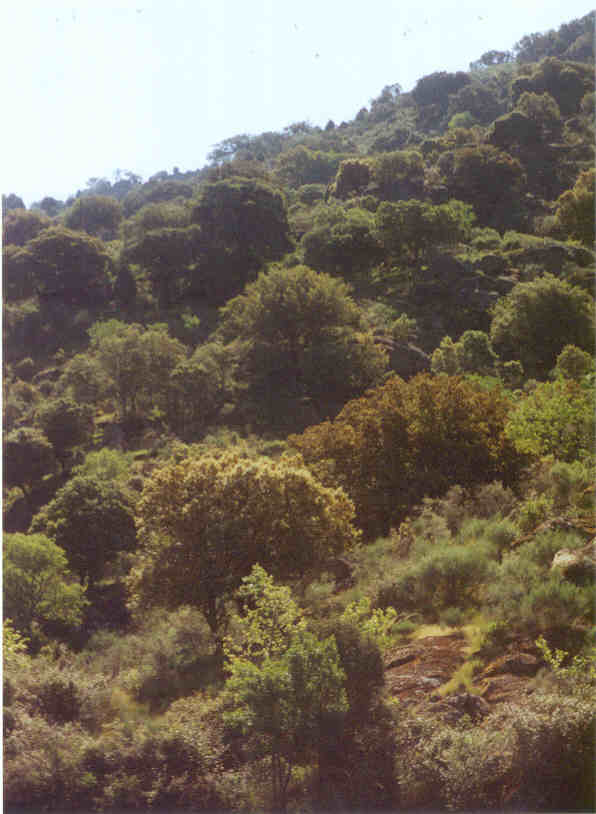
Bosquet humide de Quercus ilex (Chênes-verts).

Seule l'arrivée au Portugal est assez brièvement évoquée en deux paragraphes au début des deux pages de la dernière entrée « mercredi 7 août », quelques commentaires caustiques sur les premières impressions de la ville, en particulier une comparaison  dévastatrice avec Palmyre, :
« if a man was suddenly removed from Palmyra thither, and should take a view of no other city, in how glorious a light would the ancient architecture appear to him? And what desolation and destruction of arts and sciences would he conclude had happened between the several areas of these cities. »
« Si quelqu'un se voyait soudain transporté de Palmyre jusqu'ici sans contempler d'autre cité, de quelle splendeur ne lui paraîtrait pas l'architecture ancienne ? Et comment ne verrait-il pas que les arts et les sciences se trouveraient soudain plongés dans un état de désolation et de destruction ? »
Pour en savoir plus, il faut se référer aux quelques lettres adressées au cours des jours qui suivent à son frère John. Fielding s'étonne par exemple du nombre de processions parcourant les rues. De fait, l'hiver précédent ayant été très sec, les terres paraissent cuites par le soleil et l'atmosphère reste étouffante (Fielding évoque un kill, coquille pour kiln, four à chaux). En mars de cette même année, George Whitfield avait déjà remarqué les processions religieuses allant de couvent en couvent pour « implorer la bénédiction du ciel afin que vienne la pluie tant désirée » (imploring the longed-for Blessing of Rain). Il évoque également le « château de Bellisle », le Torre de Belém, la citadelle de Lisbonne, et c'est en vue de cette fortification qu'il loua une villa dans un quartier qu'il appelle the Kensington of England, and where the Court now reside (« Le Kensington de l'Angleterre où réside désormais la Cour »),. Enfin, parmi quelques rares autres détails, il fait référence à an Englishman, un ermite semble-t-il, peut-être venu du couvent perché au sommet du rocher de Lisbonne (ou de l'un des quarante-deux ermitages de la région de Sintra, la ville voisine), communément appelé le « couvent des chênes-verts » (Cork convent) tant l'humidité du lieu favorise la prolifération de cette espèce.

### La mort de Fielding et une possible clef de sonJournal
La mort de Fielding, le 8 octobre 1754, reste elle-même empreinte d'humour, quoiqu'il soit macabre : huit jours après, le Public Advertiser publiait la bonne nouvelle que la santé du romancier était parfaite, que la goutte l'avait quitté et que son appétit était redevenu excellent. Le journal regretta amèrement ces lignes un mois plus tard, mais durant le reste du siècle, les pèlerins cherchèrent en vain la tombe de leur idole dans le cimetière anglais de Lisbonne, et ce n'est qu'en 1830 qu'un monument fut érigé un peu au hasard (on a spot selected by guess), si bien que Dora Quillinan écrivait en 1847 qu'elle « recouvrait peut-être les os d'un idiot »,.
Sans doute Fielding donne-t-il lui-même la clef de son journal : dans la préface, il cite un célèbre passage attribué à Longinus qui, comparant l'Odyssée à l'Iliade, évoque un « océan sans vague » (becalmed ocean), un « soleil couchant » (a setting sun), un « génie au reflux » (the ebbing tide of Homer's greatness), et conclut que « la grandeur demeure mais sans l'intensité »,. La référence à Longinus signale d'abord que le Journal est non pas un dernier roman, mais un ultime ouvrage ; c'est bien à l' Odyssée et non à l'Iliade qu'il a emprunté ses comparaisons et ses métaphores, qu'accompagnaient les méandres tortueux du Queen of Portugal tantôt ralenti par des vents au repos et des marées au reflux, tantôt emporté par les assauts de l'océan.
Non loin de Lisbonne, presque au terme du voyage, les passagers assistent depuis le pont au soir le plus serein qu'ils puissent imaginer, pas un nuage dans le ciel, le soleil baissant en majesté, l'horizon encore baigné de flamboiements, et une pleine lune s'offrant sans fard : « comparée à tant de splendeur, écrit Fielding, les ors du théâtre, l'apparat des cours ne méritent qu'à peine la considération d'un enfant »,.
Tel est l'adieu de Henry Fielding au monde des lettres, aux affaires de l'État, à la scène et aux honneurs ; désormais il contemple le doux spectacle de la nuit qui tombe.
Son épouse, Mary Daniel Fielding, devait lui survivre pendant presque un demi-siècle, puisqu'elle mourut en 1802 à l'âge de quatre-vingts ans. Après le décès de son mari, elle s'était installée près de Canterbury chez son fils Ralph Allen, prénommé d'après le célèbre ami de la famille, où elle résida jusqu'à la fin de ses jours.

### Ouvrages généraux
- (en) Michael Stapleton, The Cambridge Guide to English Literature, Londres, Hamlyn, 1983, 993 p. (ISBN 0-600-33173-3).
- (en) Margaret Drabble et Sir Paul Harvey, The Oxford Companion to English literature, Oxford New York, Oxford University Press, 1985 (1re éd. 5), 1155 p. (ISBN 978-0-19-866130-6).
- (en) Andrew Sanders, The Oxford History of English Literature (Revised Edition), Oxford, Oxford University Press, 1996, 718 p. (ISBN 0-19-871156-5).
- (fr) Alain Lautel, Fielding (1707-1754). In : Jean-Claude Polet (ed.) Patrimoine littéraire européen : Les lumières, de l'occident à l'orient 1720-1778, vol. 9, Bruxelles, De Boeck Université, 2000, 600 p. (ISBN 2-8041-3162-9, lire en ligne), p. 230-244

### Ouvrages spécifiques

#### Texte
- (en) Henry Fielding, The Journal of a Voyage to Lisbon, Londres, Murphy, 1755, 192 p. (lire en ligne), version en ligne produite par Charles Keller et David Widger, 2006, révisée en 2013, projet Gutemberg.
- (en) Henry Fielding, « The Journal of a Voyage to Lisbon », sur The University of Adelaide (free e-book)
- (en) Henry Fielding, The Journal of a Voyage to Lisbon, Harmondsworth, Penguin Books, 1996, 141 p. (ISBN 0-14-043487-9), introduction et notes par Tom Keymer.
- (en) Henry Fielding, The Journal of a Voyage to Lisbon, Cambridge, Cambridge University Press, 2012, 134 p.

#### Traductions en français
- Henry Fielding (trad. anonyme), Voyage de Londres à Lisbonne, Lausanne, François Grasset, 1783, 237 p. (lire en ligne)
- Henry Fielding (trad. Nathalie Bernard (avec une préface de Jean Viviès), Voyage de Londres à Lisbonne, Aix-Marseille, Université de Provence, 10 décembre 2009, 186 p.

#### Correspondance
- (en) Henry Fielding, The Correspondance of Henry and Sarah Fielding, Oxford, Clarendon Press, 1993, éd. Martin C. Battestin et CLive T. Probyn, p. 109-113

#### Vie de Fielding
- (en) Pat Rogers, Henry Fielding : A Biography, New York, Scribner's, 1979.
- (en) F. Home Dudden, Henry Fielding : his Life, Works and Times, Hamden, Conn., Archon Books, 1966.
- (en) Wilbur Cross, The History of Henry Fielding, New Haven, Yale University Press, 1918.
- (en) Martin Battestin et Ruthe Battestin, Henry Fielding : a Life, Londres, Routledge, 1989, 738 p. (ISBN 0-415-01438-7).
- (en) James Harris, Clive D. Probin, The Sociable Humanist: The LIfe and Works of James Harris (1709-1780), Oxford, Oxford Clarendon Press, 1991, « An Essay on the Life and Genius of Henry Fielding, Esq. ».
- (en) Arthur Murphy, The Works of Henry Fielding, Esq., vol. 4, Londres, 1762, « Essay on the LIfe and Genius of Henry Fielding, Esq. ».
- (en) Hamilton Macallister, Fielding, Londres, Evans, coll. « Literature i, perspective », 1967, 140 p. (Voir particulièrement chapitres VII et VIII)
- (en) G. J. Raussen, Henry Fielding, Londres, Routledge and Kegan Paul, coll. « Profiles in Literature », 1968, 162 p.
- (en) Harold Pagliaro, Henry Fielding : A Literary Life, New York, St Martin's Press, 1998.
- (en) Ronald Paulson, The Life of Henry Fielding : A Critical Biography, Malden, Blackwell Publishing, 2000.
- (en) Linda Bree, The Cambridge Companion to Henry Fieding, Cambridge, Cambridge University Press, 2007, 202 p. (ISBN 978-0-521-67092-0 et 0-521-67092-6), « Henry Fielding's Life », éd. Claude Rawson, p. 3-16.

#### Recueils d'essais et d'articles
- (en) R. Paulson et Thomas Lockwood, The Critical Heritage, Londres, Routledge and Kegan Paul, 1969, 453 p., « Henry Fielding ».
- (en) R. Paulson (éditeur), A Collection of Critical Essays, New Jersey, Prentice Hall, coll. « Twentieth Century Views », 1962, 185 p., « Fielding ».
- (en) I. Williams (éditeur), The Criticism of Henry Fielding, Londres, Routledge and Kegan Paul, 1970, 377 p. (recueil d'essais par Fielding sur son art).
- (en) Martin C. Battestin, A Henry Fielding Companion, Westport, Connecticut, Greenwood Publishing Company, 2000, 333 p.

#### Articles relatifs au livre
- (en) KP Deep'Ak, « The Journal of a Voyage to Lisbon », Literarism, The Republic of Letters,‎ 2015.
- (en) André Darlington, « Memoir:Revisiting the Journal of a Voyage to Lisbon by Henry Fielding (1707-1754) », Travel, Madison, WI,‎ 2014.
- (en) Richard Gooding, « A complication Disorder: Body Health, Masculility and the Discourse of Gout and Dropsy in Henry Fileding's The Journal of a Voyage to Lisbon », Literature and medicine, vol. 26, no 2,‎ 2007, p. 386-407
- (fr) Nathalie Bernard, « Entre subversion et nostalgie : l'intertextualité grecque et latine dans The Journal of a Voyage to Lisbon de Henry Filding », Revue de la société d'études anglo-américaines des XVIIe et XVIIIe siècles, no 60,‎ 2008, p. 187-200.
- (en) Terence Bowers, « Tropes of Nationhood: Body, Body Politic, and Nation-State in Fielding's Journal of a Voyage to Lisbon », ELH, no 62,‎ 1995.
- (en) William J. Burling, « Merit Infinitely Short of Service: Fielding's Pleas in Journal of a Voyage to Lisbon », English Studies, no 70,‎ 1989, p. 53-62.
- (fr) Nathalie Bernard, « Entre subversion et nostalgie : l'intertextualité grecque et latine dans The Journal of a Voyage to Lisbon », XVII XVIII. Revue de la société d'études anglo-américaines des XVIIe et XVIIIe siècles, no 60,‎ 2005, p. 187-200
- (en) T. K. Meier, « Fielding's Voyage to Lisbon: Outrage as Art », Neuphilogische Mitteilungen, no 81,‎ 1980, p. 424-427.
- (en) Melinda Alliker Rabb, « Confinement ans Entrapment in Henrry Fielding's Journal of a Voyage to Lisbon », Studies in the Literary Imagination, no 17,‎ 1984, p. 75-89.
- (en) Albert J. Rivero, « Figurations of the Dying: Reading Fielding's The Journal of a Voyage to Lisbon », Journal of English and Germanic Philology, no 93,‎ 1994, p. 520-533.
- (en) Arlene Wilmer, « History as Private Perspective: Fielding's Journal of a Voyage to Lisbon », Modern Language Studies, no 10,‎ 1980, p. 26-36.
- (en) Leland E. Warren, « This Intrepid and Gallant Spirit: Henry Fielding' Sentimental Satiric Voyage », Essays in Literature, no 9,‎ 1982, p. 43-54.

## Citations
Citations originales de Fielding
1. ↑  « In this condition I ran the gauntlope (so I think I may justly call it) through rows of sailors and watermen, few of whom failed to pay their compliments to me by all manner of insults and jests on my Misery. No man who knew me will think I conceived any personal resentment at this behaviour; but is was a lively picture of that cruelty and inhumanity in the nature of men which I have often contemplated with concern, and which leads the mind into a train of very uncomfortable and melancholy thoughts ».
2. ↑  « the most absolute power of a captain of a ship is very contemptible in the wind's eye ».
3. ↑  « some of the most amusing pages, if, indeed, there be any that deserve that name, were possibly the production of the most disagreeable hours that ever haunted the author ».
4. ↑  « I undertook to demolish the then reigning gangs, and to put the civil policy into such order, that no such gangs should ever be able, for the futuree, to form themselves into bodies, or at least to remain any time formidatble to the public ».
5. ↑  « sixteen hours in the twenty-four in the most unwholesome, as well as nauseous air in the universe, and which hath in his case corrupted a good constitution without contaminating his morals ».
6. ↑  « I do solemnly declareI have that love for my family ».
7. ↑  « gave me the most delicious flow of spirits, and aferwards as comfortable a nap ».
8. ↑  « the best air, I believe, in the whole kingdom, […] higher and more open towards the south, whilst it is guarded from the north wind by a ridge of hills, and from the smells and smoke of London by the distance ».
9. ↑  « In the whole month of May, the sun scarce appeared three times. So that the early fruits came to fulness of their growth, and to some appearance of ripeness, without acquiring anyreal maturity; having wanted the heat of the sun to soften and meliorate their juices. I saw the dropsy gaining rather than losing ground ».
10. ↑  « as if the bill had been made on the Bath Road, between Newbury and London ».
11. ↑  « which, if I should live to finish it, a matter of no great certainty, if indeed of any great hope to me, will be probably the last I shall ever undertake ».
12. ↑  « I was now, in the opinion of all men, dying of a complication of disorders ».
13. ↑  « the Customs, Manners, and Habits of the People ».
14. ↑  « corruption hath the same influence on all societies, all bodies, which it hath on corporeal bodies, where we see it always produce an entire destruction ».
15. ↑  « propose the remedies, point out the facility of curing it […] the shameful neglect of the cure ».
16. ↑  « I have scattered my several remarks through this voyage, sufficiently satisfied in having finished my life, as I have, probably, lost it, in the service of my country ».
17. ↑  « I humbly submit the absolute necessity of immediately hanging all the fishmongers within the bills of mortality; and, however it might have been some time ago the opinion of mild and temporizing men that the evil complained of might be removed by gentler methods, I suppose at this day there are none who do not see the impossibility of using such with any effect ».
18. ↑  « After having, however, gloriously regaled myself with this food, I was washing it down with some good claret ».
19. ↑  « to convey such instruction or information with an air of joke and laughter ».
20. ↑  « fall at once to the direct and positive praises of the work itself; of which indeed I could say a thousand good things ».
21. ↑  « If I am not hanged this Sessions, I know I shall ye next ».
22. ↑  « where this vice in a voyage-writer in finely ridiculed ».
23. ↑  « such fanciful strokes as pervert and confuse the records of Antiquity ».
24. ↑  « stile or diction, or even of circonstance ».
25. ↑  « faithfully related what has happened on board his ship, we say faithfully, tho' from what happened it may be supposed that Tom chose to add perhaps, only five or six immaterial circonstances, as is always, I believe, the case, - and may possibly have been done by me in relating this very story ».
26. ↑  « that very wind which Juno would have solicited of Æolus, has Æneas been in our latitude bound for Lisbon ».
27. ↑  « where the few savage inhabitants have little in them of human besides their form ».
28. ↑  « Compared to these the pageantry of theatres, or splendour of courts, are sights almost below the regard of children ».

Citations originales des commentateurs
1. ↑  « On Tuesday the 25th inst. will be published, In One Volume Duodecimo, Price 3s. bound, (Printed for the Benefit of his Wife and Children) THE JOURNAL of a Voyage to Lisbon. By the late HENRY Esq FIELDING; To which is added, A Fragment of his Answer to Lord Bolingbroke. Sold by A. Millar in the Strand. ».
2. ↑  « a work begun in pain and finished almost at the same period with life ».
3. ↑  « I am amazed that a man  who had had such a life […] and who felt himself dying by inches could be so idly employed and trifle in that manner ».
4. ↑  « In this last Sketch he puts us in the mind of a person, under sentence of death, jesting on the scaffold ».
5. ↑  « was every word of it wrote in affliction; and under constant uneasiness of mind. Cervantes wrote his humorous Satyr in a Prison & Scarron his, in pain and anguish ».
6. ↑  « shut up within the circumference of a few yards ».
7. ↑  « a lamp almost burnt out does not give so steady and uniforme a light as when it blazes in its full vigour ».
8. ↑  « ignorant, unlearned […], who have never travelled either in books or ships ».
9. ↑  « more modest, but surely more feasible, than that of a reforming a whole people ».
10. ↑  « civic solemnity ».
11. ↑  « the most memorable and remarkable Transactions of the Day ».
12. ↑  « for the good of the Nation ».
13. ↑  « Αἰαίην δ' ἐς νῆσον ἀφικόμεθ'· ἔνθα δ' ἔναιε

Κίρκη ἐϋπλόκαμος, δεινὴ θεὸς αὐδήεσσα,

αὐτοκασιγνήτη ὀλοόφρονος Αἰήταο· ».
14. ↑  « Some Pow'r divine who pitied human woe / Sent a tall stag ».
15. ↑  « The bones it covers may possibly have belonged to an idiot ».
16. ↑  « the grandeur remains without the intensity ».